# Storia della segnaletica stradale in Italia tra il 1969 e il 1992
A partire dalla fine degli anni '60 del 1900, la segnaletica stradale italiana fu interessata da un periodo di forti innovazioni e cambiamenti. In quegli anni gli sforzi congiunti degli stati europei e non di creare una segnaletica unificata e comprensibile a tutti i guidatori del continente culminarono nella convenzione di Vienna sulla segnaletica stradale del 1968. Anche se l'Italia non ratificherà tale convenzione fino al 1995, essa fornì la base a cui si ispirarono tutte le successive innovazioni nel campo della cartellonistica stradale.
Come negli anni precedenti, le principali modifiche vennero introdotte mediante circolari ministeriali, in attesa di una loro integrazione nel futuro codice della strada; tra le principali si ricordano le circolari n. 9540 del 1969 e n. 2730 del 1971 a riguardo della segnaletica autostradale, la n. 400 del 1979 a riguardo della segnaletica urbana di direzione e la n. 1515 del 1981 a riguardo della nuova segnaletica di indicazione. Come da prassi tali circolari riguardarono esclusivamente la segnaletica di indicazione, non essendo possibile intervenire con tale strumento per le modifiche dei segnali di pericolo e prescrizione.
Per queste ultime categorie di segnali le novità più significative, vennero introdotte solamente nel 1990 (nonostante fossero in cantiere da almeno un decennio), quando si provvide per la prima volta ad aggiornare parte delle tavole grafiche del regolamento del 1959, come misura provvisoria in attesa dell'emanazione del nuovo codice della strada.
Il vecchio regolamento verrà definitivamente superato nel 1992, quando furono introdotti il nuovo codice della strada e il corrispondente regolamento di esecuzione ed attuazione (entrato in vigore nel 1993).
Di seguito si espongono in ordine cronologico, tutti i provvedimenti riguardanti la segnaletica stradale italiana emanati tra il 1992 e l'emanazione del nuovo codice della strada del 1992.

## Circolare n. 9540 del 1969
La circolare n. 9540 del 20/12/1969 tratta il problema dell'unificazione della segnaletica posto lungo delle autostrade. Si tratta della prima importante normativa volta ad uniformare le pratiche delle diverse società concessionarie, soprattutto in materia di segnaletica di indicazione, cercando di raccogliere i frutti delle principali esperienze internazionali e dei consigli dei principali enti. Di seguito vengono descritte le innovazioni introdotte dalla circolare e mostrati nel dettaglio i principali segnali aggiunti.

### Segnaletica verticale
La circolare introduce numerose innovazioni a riguardo della segnaletica verticale, e in particolare per la segnaletica di indicazione, per cui la legge prevedeva espressamente la possibilità per il ministero dei lavori pubblici di introdurre segnali specifici adatti alle peculiarità della guida in autostrada.
Una delle novità più evidenti è l'introduzione di un primo codice dei colori di fondo basato sulla tipologia delle destinazione. Come regola generale il colore verde viene esteso a tutta la segnaletica di indicazione pertinente le autostrade; di questo gruppo fa sia essa segnaletica di direzione verso le autostrade posta sulla viabilità ordinaria (così come già introdotto dalle sperimentazioni del 1962) ma anche in tutta la segnaletica posta all'interno delle autostrade stesse (in contrasto con il blu che veniva utilizzata usualmente fino ad allora). In aggiunta al verde viene anche introdotto l'utilizzo di segnali o di inserti di colore blu per destinazioni raggiungibili solo mediante la viabilità ordinaria, di colore bianco per destinazioni di carattere urbano (vie, piazze, quartieri) e giallo per destinazioni turistiche. Di tutti i colori introdotti vengono precisate per la prima volta le caratteristiche dei coefficienti di rifrangenza e le caratteristiche cromatiche, in maniera da uniformarne le tonalità (che fino ad allora variava notevolmente da costruttore a costruttore) e le caratteristiche di visibilità notturna.
Oltre alla normazione dei colori la circolare si sofferma sull'importanza di garantire la leggibilità delle indicazioni segnaletiche. Nello specifico, al fino di garantire una migliore leggibilità delle inscrizioni, viene definiti due nuovi caratteri, uno normale e uno stretto da utilizzarsi con in tutta la nuova segnaletica concernente le autostrade in sostituzione dei quattro alfabeti previsti dal regolamento del 1959. Salvo alcune applicazioni specifiche viene indicato di privilegiare i caratteri normali e di utilizzare i caratteri stretti solo in caso di impossibilità di utilizzare quelli normali. Per entrambi i caratteri viene prevista sia la versione maiuscola sia quella minuscola; i caratteri maiuscoli sono riservati ai nomi propri di località mentre i caratteri minuscoli sono da utilizzarsi per tutte le altre inscrizioni.
La circolare insiste anche su altri accorgimenti grafici al fine di garantire una migliore visibilità ai segnali. Nello specifico viene ribadita la necessità di lasciare un opportuno bordo tra gli elementi del segnale e il filo del bordo e, più in generale, la necessità di lasciare un opportuno campo libero attorno alle scritte. Infine viene data grande importanza alla presenza di una cornice perimetrale con spigoli ricurvi lungo i bordi dei segnali al fine di migliorare l'individuazione dei segnali; di tale cornice sono forniti i valori di spessore, raggio di curvatura e distanza dal bordo esterno del cartello.
Oltre alle migliorie grafiche e e al cambio di colore vengono introdotti anche nuovi segnali non previsti dal vigente codice della strada (segnali di inizio e fine autostrada, arresto per pagamento pedaggio, di piazzola di sosta, di chiusura corsie, di velocità consigliata, ...) e viene fissata la segnaletica tipo per alcune situazioni tipiche (svincoli, aree di servizio, aree di parcheggio, lavori in corso, ...). Di seguito sono mostrati i principali segnali introdotti e i relativi schemi segnaletici.

### Segnalazione di uscite intermedie e svincoli autostradali
La circolare disciplina il segnalamento delle uscite e degli svincoli autostradali fornendo gli schemi segnaletici tipo da adottare. Per quanto riguarda la segnaletica di pericolo e di prescrizione ci si limita ad applicare i segnali esistenti (segnale di confluenza per preavvisare delle immissioni autostradali, segnali di limiti di velocità e di divieti di sorpasso per imporre limitazioni lungo le rampe d'uscita, ...) mentre nel caso della segnaletica di indicazione viene stabilito che ogni uscita venga segnalata mediante il seguente schema:
- primo segnale di preavviso di uscita a 1000 m dalla cuspide di uscita (eventualmente omesso nel caso di uscite poco importanti)
- secondo segnale di preavviso di uscita, identico al primo ma posto a 700 m dalla cuspide di uscita (con indicazione del limite di velocità lungo la rampa di uscita)
- segnale di itinerario, indicante le principali località raggiungibili dall'uscita, posto a 500 m dalla cuspide di uscita
- segnale a portale sopra la carreggiata posto a 250–200 m prima della cuspide di uscita (in corrispondenza della corsia di decelerazione)
- segnale di direzione recante il nome della stazione di uscita posto in corrispondenza della cuspide

Preavviso di uscita a 1000 m
Preavviso di uscita a 700 m
Cartello di itinerario
Preavviso di uscita su portale
Segnale di direzione sulla cuspide di uscita

Tale schema ammette alcune variazioni in alcune situazioni specifiche. In caso di uscita autostradale da cui si diparte un itinerario che conduce direttamente ad un capoluogo di regione o di provincia non riportato nel nome della stazione di uscita, anche questo viene indicato sui segnali di preavviso, su un inserto di colore blu (in considerazione della natura extraurbana dell'indicazione).

Preavviso di uscita a 1000 m
Preavviso di uscita a 700 m
Cartello di itinerario
Preavviso di uscita su portale
Segnale di direzione sulla cuspide di uscita

Nel caso di impossibilità di utilizzare i segnali a portale lo schema sopra esposto viene modificato, ponendo i due preavvisi di uscita a 700 e 500 m rispettivamente dalla cuspide e ponendo il segnale di itinerario a 250 m.

Preavviso di uscita a 700 m (sequenza usata per uscite senza segnali a portale)
Preavviso di uscita a 500 m (sequenza usata per uscite senza segnali a portale)
Cartello di itinerario a 250 m (schema usato per uscite senza segnali a portale)
Segnale di direzione sulla cuspide di uscita

Per le uscite terminali di un'autostrada la circolare propone uno schema segnaletico significativamente diverso, che verrà esposto di seguito.
Uno schema analogo a quello sopra esposto viene utilizzato per la segnalazione delle intersezioni tra due autostrade. Tuttavia in questo caso la circolare prevede due diverse grafiche per i segnali di indicazione per differenziare le intersezioni che avvengono mediante uscita normale (ossia mediante l'usuale corsia di decelerazione) o tramite biforcazione diretta della carreggiata autostradale.

Preavviso di intersezione di autostrade a 1000 m (caso uscita normale)
Preavviso di intersezione di autostrade a 1000 m (caso uscita normale - caso nome destinazione lungo)
Preavviso di intersezione di autostrade a 700 m (caso uscita normale)
Cartello di itinerario per intersezione di autostrade (caso uscita normale)
Preavviso di intersezione di autostrade su portale (caso uscita normale)
Segnale di direzione sulla cuspide
Segnale di direzione sulla cuspide
Preavviso di intersezione di autostrade a 1000 m (di tipo direzionale)
Preavviso di intersezione di autostrade a 700 m (di tipo direzionale)
Cartello di itinerario per intersezione di autostrade (di tipo direzionale)
Preavviso di intersezione di autostrade su portale (di tipo direzionale)
Preavviso di intersezione di autostrade su portale (di tipo direzionale)
Segnale di direzione sulla cuspide
Segnale di direzione sulla cuspide

### Segnalazione di inizio e fine autostrada e di uscite terminali
Per la segnalare all'utenza l'inizio e la fine dei tratti di strada soggetti al regime di circolazione autostradale la circolare introduce l'impiego del nuovo simboli internazionale di autostrada (cavalcavia sopra due semicarreggiate), da installare in corrispondenza degli accessi e delle uscite. Nel caso del segnale di inizio il segnale di inizio propriamente detto è impiegato congiuntamente ad un segnale riportante le principali restrizioni al transito in autostrade e, se ritenuto opportuno dall'ente gestore, da un segnale di riepilogo delle norme riguardante il soccorso dei veicoli e la circolazione dei trasporti eccezionali.

Inizio autostrada
Aggiunta facoltativa al segnale di inizio autostrada per uscite terminali o capistrada
Limitazioni al transito
Fine autostrada

Per quanto riguarda il segnalamento delle uscite terminali la circolare propone uno schema di segnalamento diverso da quello delle usuali uscite intermedie. In questo caso il primo preavviso dell'uscita è effettuato mediante il segnale di fine autostrada, integrato da un opportuno pannello integrativo, posto a 1500 m dalla fine della viabilità autostradale. A questo segue un segnale di preavviso di bivio posto a 1000 m dal termine, seguito da due segnali di itinerario posti rispettivamente a 600 m e 400 m che riportano le indicazioni delle principali località raggiungibili nelle varie direzioni; questi due segnali, se le indicazioni da riportare non sono eccessive, possono essere sostituiti da un secondo preavviso di bivio posto a 500 m dal termine dell'autostrada. Alla segnaletica di indicazione esposta si affiancano dei segnali di limiti di velocità progressivamente ridotti per una imporre una riduzione di velocità dei veicoli in transito.

Fine autostrada
Preavviso di uscita a 1000 m (per uscite terminali)
Preavviso di uscita a 1000 m (per uscite terminali)
Cartello di itinerario a 600 m (per uscite terminali)
Cartello di itinerario a 400 m (per uscite terminali)
Preavviso di uscita a 500 m (per uscite terminali)

### Segnalazione di aree di sosta, di parcheggio e di servizi
La circolare affronta anche il tema della segnalamento della aree di servizio, di parcheggio e più in generale, dei servizi di interesse per l'utenza autostradale.
Per la segnalazione delle aree di servizio lo schema proposto dalla circolare si basa sull'uso di segnali di indicazione a sfondo verde riportanti il simbolo del servizio offerto e, facoltativamente, il marchio dell'azienda che lo offre. Tali segnali sono posti rispettivamente a 2000, 1500 e 1000 m dalla cuspide di ingresso all'area di servizio autostradale; a 500 m dalla cuspide viene posto un pannello riassuntivo dei servizi presenti nell'area di servizio in questione. Lo schema segnaletico è corredato da un segnale simile al preavviso di uscita posto a 250 m dalla cuspide e da un segnale di direzione localizzato sulla cuspide.

Preavviso assistenza meccanica
Preavviso ristorante
Preavviso rifornimento
Preavviso rifornimento
Preavviso motel e rifornimento
Preavviso rifornimento, ristorante e assistenza meccanica
Simboli altri servizi (pronto soccorso, soccorso meccanico, bar, motel)
Preavviso di area di servizio
Segnale di direzione sulla cuspide

Per quanto riguarda le aree di parcheggio la circolare prevede che vengano indicate dall'usuale simbolo di parcheggio a fondo blu. Lo schema di segnalazione proposto si basa sull'installazione di un primo segnale di preavviso costituito da un simbolo di parcheggio corredato da una freccia nera su fondo bianco posto a 1500 m dalla cuspide di ingresso, seguito da due segnali simili ai preavvisi di uscita posti rispettivamente a 500 e 250 m dalla cuspide. Per quanto riguarda la segnalazione posta sulla cuspide, in luogo dei segnali di direzione utilizzati per uscite e aree di servizio, si fa uso del segnale di parcheggio a fondo blu, corredato da una freccia orizzontale bianca.

Preavviso di parcheggio
Preavviso di parcheggio a 500 m
Preavviso di parcheggio a 250 m
Segnale di parcheggio (sulla cuspide)

Oltre alla segnalazione di aree di servizio e di parcheggio e dei relativi servizi la circolare prevede la possibilità di segnalare alcuni servizi aggiuntivi utili per l'utenza stradale. Nello specifico, oltre ai servizi già citati per le aree di servizio, viene data la possibilità di segnalare alcuni servizi posti direttamente in autostrada come chiese, centri di vendita, centri di informazione turistica e distaccamenti della polizia autostradale. Infine viene data la possibilità di segnalare anche importanti infrastrutture poste al di fuori dell'autostrada come porti, aeroporti ed eliporti a patto che non distino oltre 20 km dalla relativa uscita.

Servizi religiosi in autostrada
Preavviso centro informazioni
Segnale di direzione per centro informazioni sulla cuspide
Centro vendita in autostrada
Segnale di direzione per polizia stradale abbinato a segnale di direzione per uscita
Preavviso di uscita per aeroporto
Preavviso di uscita per eliporto
Preavviso di uscita per punto di imbarco

### Segnaletica per l'avvio all'autostrada
Per avviare i conducenti dalla viabilità ordinaria a quella autostradale la circolare prevede un sistema basato su tre diversi segnali: un segnale di preavviso di bivio da porre circa 150 m prima di un'intersezione, una segnale di direzione a punta di freccia (da porre in corrispondenza dell'intersezione) e un segnale di conferma (posto dopo l'intersezione). I segnali di preavviso e di direzione riportano l'indicazione del numero dell'autostrada e dei capoluoghi di regione (o comunque dei capistrada) a cui conduce; nel caso dei segnali di conferma l'unica indicazione fornita è il numero dell'autostrada. Oltre a tali segnali viene introdotta la possibilità di indicare le destinazioni autostradali mediante un inserto di colore verde negli usuali segnali di direzione a fondo blu, mediante l'utilizzo di un inserto di colore verde.

Segnale di preavviso per avviare all'autostrada
Segnale di preavviso per avviare all'autostrada
Segnale di preavviso per avviare all'autostrada
Segnale di direzione per avviare all'autostrada
Segnale di direzione per avviare all'autostrada (con indicazione della stazione d'ingresso e delle distanze parziali e totali)
Segnale di direzione per avviare all'autostrada (con indicazione della stazione d'ingresso e delle distanze parziali e totali)
Segnale di conferma per l'avvio all'autostrada
Preavviso di bivio con indicazione di avvio all'autostrada
Preavviso di bivio con indicazione di avvio all'autostrada (con indicazione di itinerari alternativi)

### Segnaletica relativa ai tunnel
La circolare affronta anche la tematica del segnaletica dei tunnel autostradali, intesi come particolari gallerie stradali nelle quali sono in vigore particolari regole di circolazione (ossia, all'epoca di emanazione della circolare, il traforo del Monte Bianco e il traforo del Gran San Bernardo).
La segnaletica di indicazione relativa a tali infrastrutture è simile a quella dedicata al resto della rete autostradale; l'unica differenza di rilievo è quella della sigla identificativa che, nel caso dei tunnel, è costituita dalla lettera "T" seguita da un numero.
Per quanto riguarda la segnaletica posta all'interno dei tunnel la circolare prevede principalmente l'utilizzo di segnali di prescrizione già previsti dal vigente codice stradale (limite minimo e massimo di velocità, divieto di sorpasso, divieto di segnalazioni acustiche, ...); a questi si affiancano dei nuovi segnali come l'obbligo di distanziamento minimo (mutato dalla convenzione di Vienna sulla segnaletica stradale), il segnale di fine tunnel e il segnale di telefono ed estintore, da collocare in corrispondenza delle piazzole di sosta.

Preavviso di intersezione di autostrade (con indicazione tunnels)
Preavviso di intersezione di autostrade (di tipo direzionale, con indicazione tunnels)
Segnale di direzione per tunnel (in autostrada)
Segnale di avvio al tunnel
Preavviso di bivio con indicazione di avvio al tunnel
Segnale di divieto di sorpasso per tutti gli autoveicoli (in galleria)
Segnale di intervallo minimo
Segnale di limite minimo e massimo di velocità
Segnale di telefono ed estintore
Preavviso di fine tunnel

### Altri segnali
Oltre ai segnali già descritti la circolare introduce nuovi segnali per alcune situazioni specifiche. Nello specifico si hanno:
- nuovi segnali per indicare e preavvisare le piazzuole di sosta
- nuovi segnali per indicare le stazioni di pedaggio (sia a barriera, sia per i normali caselli) e l'obbligo di pagare il pedaggio
- un aggiornamento grafico dei segnali di conferma da porre lungo le autostrade
- un aggiornamento grafico dei segnali utilizzati per indicare le progressive chilometriche (di cui viene anche prevista la possibilità di impiego in verticale)
- un aggiornamento grafico dei segnali di limiti di velocità per mezzi pesanti
- la possibilità di introdurre delle velocità consigliate
- un segnale che ricorda le modalità di uso delle corsie in caso di carreggiata a 3 o più corsie
- un aggiornamento grafico dei segnali utilizzati per segnalare le corsie destinate ai veicoli lenti
- un nuovo set di segnali e di pannelli delineatori utilizzati per segnalare le variazioni del numero di corsie disponibili e le restrizioni dovute alla presenza di cantieri lungo le autostrade

Preavviso di piazzola di sosta
Segnale di piazzola di sosta
Segnale di conferma
Segnale di conferma
Preavviso di stazione su portale
Preavviso pagamento pedaggio
Avviso pagamento pedaggio
Preavviso di stazione
Alt - stazione
Progressiva chilometrica tipo A (caso uscita terminale)
Progressiva chilometrica tipo A (caso uscita generica)
Progressiva chilometrica tipo A (caso area di servizio)
Progressiva chilometrica tipo B (caso uscita generica)
Progressiva chilometrica tipo B (caso area di servizio)
Progressiva chilometrica tipo B (caso senza ulteriori indicazioni)
Limite di velocità per autotreni, autosnodati ed autoarticolati
Limite di velocità per autobus
Velocità consigliata
Velocità minima e massima consigliata
Segnale di curva a destra e di velocità consigliata
Cartello di indicazione comportamento su carreggiate a 3 o più corsie
Cartello di preavviso corsia supplementare per veicoli lenti
Cartello di indicazione corsia supplementare per veicoli lenti
Cartello di preavviso termine corsia supplementare per veicoli lenti (con targa superiore facoltativa)
Segnale di uscita obbligatoria (con targa superiore facoltativa)
Segnale di preavviso di corsia unica
Segnale di corsia unica
Segnale di corsia unica
Segnale di carreggiata chiusa
Segnale di rientro in carreggiata
Segnale di corsie disponibili
Paletto di orientamento
Modelli delle frecce da usare nei segnali

### Segnaletica orizzontale, luminosa e complementare
La circolare fornisce anche alcune indicazioni a riguardo della segnaletica diversa da quella verticale. 
Per quanto riguarda la segnaletica orizzontale vengono fissati gli spessori delle linee (12 cm di norma, con sezioni maggiorate a 30 cm in corrispondenza delle corsie di decelerazione e accelerazione), le lunghezza degli intervalli delle linee discontinue, i dettagli delle demarcazioni di evidenziazione delle cuspidi di uscita ed entrata e le lunghezze minime delle corsie di accelerazione e decelerazione e i colori. Viene inoltre confermato il colore giallo della linee di margine per entrambi i margini della semicarreggiata.
Per quanto riguarda la segnaletica complementare, continuando la sperimentazione iniziata lungo le prime autostrade, viene prescritto l'utilizzo di dispositivi catarifrangenti di colore giallo per entrambi i lati della semicarreggiata, discostandosi da quelli rossi e bianchi previsti degli articoli 92 e 94 del regolamento del testo unico (reputando che si applichino solamente alle strade a doppio senso di circolazione). Viene anche introdotto l'uso di coni e paletti per l'evidenziazione di lavori in corso e di chiusure di corsie.
Infine, per quanto riguarda la segnaletica luminosa, viene previsto l'uso di semafori a lanterne rosse e verdi in corrispondenza delle corsie delle stazioni di pedaggio (eventualmente accompagnati da barriere per la chiusura delle corsie di colore bianco e rosso) e di luci lampeggianti di colore giallo per indicare ostacoli o situazioni particolarmente pericolose.

## Circolare n. 2023 del 1970
La circolare n. 2023 del 1970 prende in esame il problema del segnalamento delle stazioni di polizia stradale e carabinieri, osservando come i segnali predisposti dal regolamento per questo scopo siano spesso utilizzati in maniera difforme rispetto alle disposizioni di legge e come tra l'altro sia diffuso l'utilizzo di segnali a punta di freccia a fondo blu per segnalare le strutture in questione. Per uniformare le caratteristiche dei nuovi segnali il ministero dei lavori pubblici stabilisce le caratteristiche grafiche dei segnali di preavviso delle due forze dell'ordine sopracitate (ed eventualmente, anche della guardia di finanza) e stabilendo la possibilità di integrarli con un'appendice multilingue, se ritenuto necessario.
Per quanto riguarda i segnali di direzione posti all'interno delle intersezioni (o anche alle uscite autostradali) viene stabilito di utilizzare i cartelli rettangolari con punta di freccia, ma a sfondo bianco e con scritte nere.
Si noti che nel testo della circolare originale non erano contenute le dimensioni dei vari segnali; questa lacuna verrà colmata dal ministero solo successivamente, con la circolare n. 8340 del 2 settembre 1970.

Esempio di preavviso per Polizia Stradale
Esempio di preavviso per Polizia Stradale
Esempio di preavviso per Polizia Stradale
Esempio di preavviso per Carabinieri
Esempio di preavviso per Polizia Stradale con pannello plurilingue
Frecce utilizzabili nei preavvisi
Segnale di direzione per Polizia Stradale
Segnale di direzione per Carabinieri
Segnale di direzione plurilingue per Polizia Stradale (da abbinare a quello in italiano)

## Circolare n. 2730 del 1971
La circolare n. 2730 del 1971 riprende alcune delle soluzioni segnaletiche già previste dalla circolare n. 9540 del 1969 ma con particolari adattamenti alle autostrade situate nei pressi delle grandi aree urbane. Essa riconferma l'utilizzo dei font già previsti nel 1969 ed espone le nuove soluzioni segnaletiche tenendo conto dei regimi di traffico specifici delle autostrade metropolitane, nonché della presenza di svincoli a distanza ravvicinata tra di loro. Si rammenta che la circolare imponesse di utilizzare segnaletica a fondo verde su qualsiasi strada avente le caratteristiche costruttive tipiche delle autostrade (indicate nella convenzione di Vienna del 1968).
Di seguito sono elencate le caratteristiche delle autostrade metropolitane:
- elevati volumi di traffico, tali da richiedere spesso più di due corsie per senso di marcia
- inserimento di numerose correnti e direzioni di traffico su un breve tratto
- disponibilità contemporanea per un servizio urbano ed extraurbano
- frequente regime di circolazione in colonna e per file parallele
- caratteristiche di tracciato molto più spesso sacrificate rispetto alle autostrade extraurbane
- limiti di velocità ridotti rispetto alle autostrade extraurbane
- eventuale mancanza della corsia di emergenza
- presenza di ingressi ed uscite a distanza ravvicinata

### Segnaletica di avvio a porti e aeroporti
Nella circolare sono riconfermate le soluzioni segnaletiche per indirizzare il traffico in direzione dei porti e degli aeroporti (già previste alle figure 69 e 71 della circolare n. 9540 del 1969). Di norma tali infrastrutture vanno indicate all'interno della segnaletica di preavviso e di itinerario attraverso inserti di colore bianco riportanti la scritta "aeroporto", la loro denominazione nel caso in cui vi siano più aeroporti raggiungibili da itinerari diversi o la parola "aeroporti" se più aeroporti sono raggiungibili da un itinerario in comune anche solo parzialmente (lo stesso principio è applicato nella segnaletica di avvio ai porti). Nel caso in cui i suddetti segnali dovessero riportare un elevato numero di indicazioni tali da renderne difficoltosa la lettura, verranno realizzati dei segnali indipendenti da porre sulle carreggiate autostradali (figure 1 e 2). In particolar modo per la segnalazione dei punti di imbarco dei traghetti è consigliabile scrivere il nome della destinazione raggiungibile (in caratteri maiuscoli in quanto nome di località) seguito dal simbolo della nave.
| Immagine | Numero e nome della figura                              | Descrizione |
| -------- | ------------------------------------------------------- | --- |
|          | Fig. 1 - Segnale di avvio agli aeroporti                | Preavviso di uscita (per l'aeroporto) da porre sull'autostrada prima dei segnali di uscita (in numero non superiore a due) con simbolo nero su riquadro bianco e fondo verde |
|          | Fig. 1 - Segnale di avvio agli aeroporti                | Segnale di direzione, di tipo a portale, a bandiera o a farfalla con l'indicazione "aeroporto" su inserto bianco (entro campo verde nell'esempio qui riportato)              |
|          | Fig. 1 - Segnale di avvio agli aeroporti                | Segnale di direzione normale (il simbolo è sempre orientato nello stesso senso della freccia ed è posto tra l'iscrizione e la punta di freccia)                              |
|          | Fig. 2 - Segnale di avvio ai portio ai punti di imbarco | Preavviso di uscita (per il porto) da porre sull'autostrada prima dei segnali di uscita (in numero non superiore a due); i colori sono quelli dei segnali della fig. 1       |
|          | Fig. 2 - Segnale di avvio ai portio ai punti di imbarco | Segnale di direzione su portale con l'indicazione "porto" su inserto bianco                                                                                                  |
|          | Fig. 2 - Segnale di avvio ai portio ai punti di imbarco | Segnale di direzione normale |

### Segnaletica di avvio ai posti di pronto soccorso
La circolare rimarca anche l'importanza di segnalare correttamente i posti di pronto soccorso raggiungibili dall'autostrada attraverso cartelli posti non solo lungo l'itinerario autostradale ma soprattutto in tutte le intersezioni della viabilità urbana in modo da guidare l'utente verso il pronto soccorso più vicino.

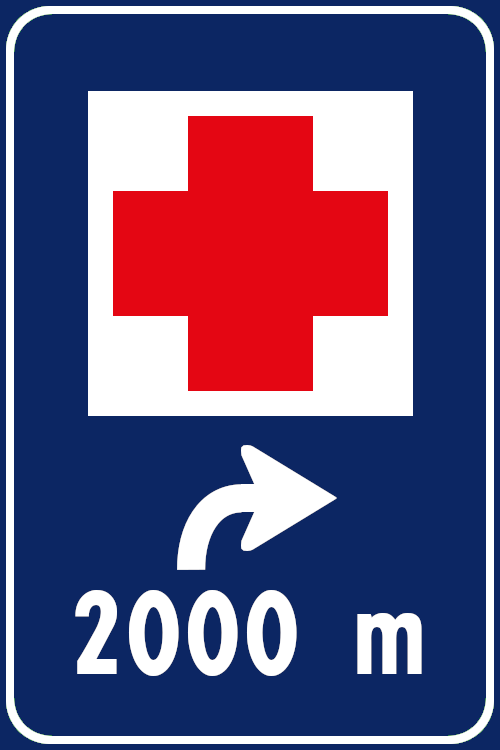
Fig. 79 - Segnale di preavviso di pronto soccorso

Questi preavvisi possono precedere in numero di 2 le aree di servizio sulle quali sia eventualmente installato e funzionante un posto di pronto soccorso, ovvero le uscite dalle quali sia facilmente raggiungibile un posto di pronto soccorso o un ospedale munito di pronto soccorso. Questi 2 segnali devono essere posti a 1000 m e sulla cuspide di uscita. In tutti gli altri casi, e cioè posto di pronto soccorso sito fuori autostrada, è obbligatorio porre dopo i preavvisi in autostrada, tutti gli altri segnali analoghi siti sulla viabilità normale necessari a guidare e a consentire di raggiungere il pronto soccorso segnalato. In tal caso il segnale sulla cuspide, oltre alla freccia orizzontale, riporta la nuova distanza in m tra uscita e luogo del pronto soccorso. I segnali siti sulla viabilità normale devono essere posti in corrispondenza di tutte le intersezioni extraurbane o urbane che si incontrano lungo l'itinerario tra l'uscita dell'autostrada ed il luogo del pronto soccorso o dell'ospedale. La posa di tali segnali fuori autostrada deve essere preceduta dallo studio, in accordo con l'organo sanitario competente, della scelta del posto da segnalare in modo da combinare la non eccessiva distanza con la possibilità di trovare un'attrezzatura sufficiente per feriti gravi.

### Segnaletica a simbolo variabile telecomandata
Per garantire la sicurezza e la scorrevolezza del traffico è importante che gli utenti vengano informati tempestivamente sulle condizioni dell'itinerario che andranno a percorrere così da adeguare il loro comportamento ad eventuali situazioni particolari legate al meteo (pioggia, nebbia, neve, ghiaccio e vento) e alla circolazione (deviazioni, chiusure, uscite obbligatorie, uscite chiuse, code ed incidenti). Sono stati così sperimentati dei segnali speciali a messaggio variabile regolati in maniera automatica o telecomandata, precursori degli attuali pannelli a messaggio variabile. Essi sono composti da segnali regolamentari di pericolo e prescrizione previsti dal regolamento del Testo Unico del 1959 posti su fondo bianco e con un leggero stacco di colore nero sul bordo per aumentarne la visibilità. Di norma è previsto l'utilizzo del solo simbolo ma è ammesso l'utilizzo di iscrizioni brevi in caratteri minuscoli se queste completano il significato del segnale (ad esempio il segnale di "pericolo generico" con scritta "incidente"). È vietato l'utilizzo di simboli ed alfabeti non regolamentari.

### Principio del colore di fondo selettivo
Già era previsto un codice dei colori di fondo con relative coordinate cromatiche nella circolare n. 9540 del 1969 per semplificare la ricerca delle destinazioni lungo la rete autostradale ma lungo le autostrade metropolitane il suo sviluppo è molto più importante in ragione della grande varietà di destinazioni raggiungibili attraverso la viabilità tangenziale. I colori previsti sono già quelli elencati nella circolare n. 9540/1969:
- verde per indicare la viabilità autostradale extraurbana, urbana, metropolitana, tangenziale, radiale ed anulare
- blu per indicare la viabilità ordinaria extraurbana a gestione statale, provinciale o comunale nonché circonvallazioni e strade riservate alla circolazione di soli veicoli a motore non assimilabili alle autostrade
- bianco per indicare le strade urbane normali di rapido transito nonché gli itinerari di ingresso e di uscita dalle aree urbane e le circonvallazioni suburbane

Nei gruppi segnaletici unitari di direzione quando possibile vanno esclusi i segnali di direzione turistici a fondo giallo per evitare di "appesantire" i suddetti gruppi nonché evitare che i segnali turistici possano diventare una fonte di distrazione per l'utente alla ricerca delle indicazioni principali.
Di norma il colore di fondo dei segnali di direzione è quello previsto in base alla natura della strada su cui è installato con eventuali inserti di colore bianco e blu per destinazioni di diversa natura. Se il segnale è esclusivo di una sola destinazione oppure più destinazioni della stessa natura il colore di fondo acquisito sarà quello proprio della destinazione o delle destinazioni a cui si riferiscono (ad esempio un segnale di direzione indicante la destinazione "MILANO centro" sarà a fondo bianco mentre un segnale di avvio verso la "SS9 Via Emilia" sarà a fondo blu anche se dovesse trovarsi in autostrada).

### Gruppi ed ubicazione dei segnali di direzione
La circolare classifica i segnali di direzione in quattro gruppi distinti:
- Gruppo A: segnali di avvio alle autostrade metropolitane installati lungo la viabilità autostradale extraurbana
- Gruppo B: segnali di avvio alle autostrade metropolitane installati lungo la viabilità ordinaria
- Gruppo C: segnali di direzione installati lungo le autostrade metropolitane
- Gruppo D: segnali installati lungo le aste di raccordo degli svincoli dell'autostrada con itinerari raggiungibili tramite viabilità ordinaria o urbana (e centro città)

In anticipazione a quanto verrà trattato nella circolare n. 400/1979 sulle autostrade urbane è consigliato l'impiego di segnali di direzione posti sopra la carreggiata in sostituzione dei classici segnali di direzione laterali a punta di freccia con il vantaggio di essere visibili sia a grandi distanze che a distanza ravvicinata nonché di escludere il rischio che la segnaletica possa essere occultata da un veicolo merci di grandi dimensioni in transito. Tali segnali possono essere ancorati ad apposite strutture di sostegno (a portale, bandiera o farfalla) oppure agli impalcati di ponti e cavalcavia se questi coincidono (ciò accade molto raramente) con il punto di posa voluto per i segnali.

#### Gruppo A
Il gruppo A dei segnali di direzione comprende tutta la segnaletica installata lungo i tronchi delle autostrade extraurbane in corrispondenza delle intersezioni con le autostrade metropolitane. La circolare specifica le soluzioni segnaletiche dettagliate per le intersezioni con rampa di uscita singola e doppia. Di seguito sono elencati i segnali nell'ordine in cui vengono incontrati dal conducente:
- preavviso di uscita posto a 1000 metri dalla cuspide (figura 26): per chi viene dall'esterno sulla freccia dritta viene segnalato il centro della città (ad esempio "MILANO centro") o la prosecuzione eventuale dell'itinerario autostradale (ad esempio "A4 VENEZIA"). Per i veicoli provenienti dal centro urbano sarà invece indicato il primo capoluogo regionale raggiungibile tramite l'itinerario autostradale ("A4 TORINO"). La freccia a destra segnala invece gli itinerari autostradali raggiungibili attraverso la tangenziale insieme all'eventuale indicazione di aeroporto.
- preavviso di uscita (itinerario) posto a 700 metri dalla cuspide (figure 27 e 38): questo segnale di itinerario comprende un pannello integrativo di colore bianco con la scritta "tangenziale (nord, sud, ovest, est)" ed una freccia inclinata a 45° verso l'alto ed un pannello a fondo verde riportante le indicazioni degli itinerari autostradali raggiungibili dalla tangenziale. Se la strada non presenta effettivamente un andamento tangenziale ma radiale o anulare la scritta "tangenziale" può essere sostituita con le diciture "raccordo", "sopraelevata", "autostrada urbana" o qualsivoglia altra dicitura.
- segnali di itinerario posti a 500 e 400 metri dalla cuspide (figure 28, 29, 39, 40): sono segnali analoghi alla figura 27 ma sono divisi in base alle due diverse direzioni raggiungibili dalla tangenziale, sono a fondo blu e recano le indicazioni relative ai principali itinerari ordinari serviti dalla tangenziale stessa. Per evitare di ingenerare confusione negli utenti si sconsiglia vivamente di utilizzare più di cinque righe di iscrizioni; in tal caso è consigliato sdoppiare i segnali.
- portali posti a 200-250 metri dalla cuspide o comunque all'inizio della corsia di decelerazione (figure 30 e 31): il pannello di sinistra reca le indicazioni relative alle destinazioni che si incontrano proseguendo dritto con un numero di frecce puntate verso l'alto pari al numero di corsie (nella figura 26 corrispondono a quelle indicate sulla freccia dritta); il pannello di destra reca invece le indicazioni sugli itinerari autostradali raggiungibili dalla tangenziale e l'eventuale aeroporto ed è integrato da una freccia inclinata in basso a destra di 45°. Se il pannello di destra presenta un numero elevato di indicazioni autostradali, l'indicazione dell'aeroporto sarà data da un segnale indipendente (figura 32).
- segnali di direzione posti sulla cuspide (figura 33): per migliorarne la visibilità e la leggibilità a grandi distanze è consigliato sostituire i tradizionali segnali a punta di freccia con segnali posti su strutture portanti a bandiera. Il segnale porta il colore di fondo delle destinazioni a cui si riferiscono ed è integrato da una freccia verticale puntata verso il basso e situata nell'angolo in basso a destra del segnale. È prassi comune che nel caso di unica rampa di uscita questa alla fine si sdoppia per permettere l'accesso ad entrambe le direzioni della tangenziale, in tal caso sulla seconda cuspide è posto un altro segnale di direzione del tipo a farfalla con le indicazioni autostradali ed eventuali aeroporti e diramazioni (figure 34-35).

| Immagine | Numero e nome della figura                                                                          | Descrizione |
| -------- | --------------------------------------------------------------------------------------------------- | --- |
|          | Fig. 26 - Preavviso di uscita a 1000 m                                                              | Primo preavviso di uscita con l'indicazione complessiva delle destinazioni principali in uscita e delle destinazioni complessive in prosecuzione. |
|          | Fig. 27 - Preavviso di uscita a 700 m                                                               | Secondo preavviso di uscita in forma di "cartello degli itinerari" con l'indicazione del nome dell'autostrada metropolitana e delle sole destinazioni autostradali (fondo verde) complessivamente raggiungibili da quell'uscita. |
|          | Fig. 28 - Preavviso di uscita a 500 m                                                               | Terzo preavviso di uscita in forma di 2° "cartello degli itinerari" con l'indicazione del nome e di una delle due direzioni dell'autostrada metropolitana e delle sole destinazioni per viabilità normale (fondo blu) raggiungibili in quel senso. |
|          | Fig. 29 - Preavviso di uscita a 400 m                                                               | Quarto preavviso di uscita con l'indicazione del nome e dell'altra direzione dell'autostrada metropolitana e delle sole destinazioni per viabilità normale (fondo blu) raggiungibili da quella uscita e in quel senso della autostrada metropolitana. |
|          | Fig. 30 - Portale all'inizio della corsia di rallentamento dell'uscita unica (cartello di sinistra) | Cartello di sinistra del portale, recante l'indicazione delle destinazioni in prosecuzione. Fondo verde generale (con inserto bianco e lettere nere). Frecce verticali verso l'alto in numero uguale alle corsie disponibili (Se sono 3, due a sinistra ed una a destra delle iscrizioni). |
|          | Fig. 31 - Portale all'inizio della corsia di rallentamento dell'uscita unica (cartello di destra)   | Cartello di destra del portale, recante l'indicazione delle sole destinazioni principali (quelle autostradali in primo luogo). |
|          | Fig. 32 - Segnale "aeroporto"                                                                       | Qualora l'uscita conduca ad un aeroporto la relativa indicazione sarà posta in maniera autonoma se i precedenti segnali sono già abbastanza "carichi" di indicazioni. Potrà essere posta, sempre su inserto bianco negli altri cartelli se lo spazio disponibile lo consente. |
|          | Fig. 33 - Segnale di direzione a "bandiera" alla prima cuspide                                      | Alla fine della corsia di rallentamento, sulla prima cuspide che dà inizio alla rampa di uscita è posto il segnale di direzione sopra la carreggiata, denominato a "bandiera". Esso comprende le sole indicazioni principali, in primo luogo quelle autostradali. In questo esempio tutto il fondo è verde perché vi sono solo indicazioni per autostrade. Se ve ne fossero altre si porrebbero inserti del colore rispettivo (blu = viabilità normale, bianco = indicazioni urbane). La freccia verticale è puntata verso il basso (la destinazione è "vicina" ed il traffico passa sotto il segnale). Luce libera tra carreggiata e bordo inferiore del cartello non inferiore a m 5,00. |
|          | Fig. 34 - Segnale a farfalla alla seconda cuspide (cartello di sinistra)                            | Alla seconda cuspide c'è la separazione del traffico nei due sensi dell'autostrada metropolitana. Il segnale a farfalla è simmetrico e comporta due cartelli, ciascuno disposto al disopra della carreggiata che segnala. Su ognuno, da lati opposti, una freccia verticale diretta verso il basso. |
|          | Fig. 35 - Segnale a farfalla alla seconda cuspide (cartello di destra)                              | Alla seconda cuspide c'è la separazione del traffico nei due sensi dell'autostrada metropolitana. Il segnale a farfalla è simmetrico e comporta due cartelli, ciascuno disposto al disopra della carreggiata che segnala. Su ognuno, da lati opposti, una freccia verticale diretta verso il basso. |

Quest'elenco è valido per le intersezioni autostradali con uscita unica. Nel caso di intersezioni con doppia uscita il preavviso posto a 1000 metri recherà due frecce destre (figura 37) e tutte le distanze precedentemente elencate sono riferite alla prima cuspide. A circa 200 metri dalla prima cuspide il portale presenterà tre pannelli di cui il primo da sinistra con le destinazioni raggiungibili proseguendo dritto (figura 41), il secondo con le destinazioni raggiungibili dall'uscita immediatamente successiva (figura 42) ed il terzo con le destinazioni raggiungibili dall'uscita (figura 43). Sulla prima cuspide sarà posizionato il segnale di direzione a bandiera con le destinazioni della prima uscita (figura 1). A circa 200 metri dalla seconda cuspide verrà utilizzato un altro portale (figure 45 e 46) e sulla seconda cuspide sarà posizionato il secondo segnale di direzione a bandiera (figura 47).

#### Gruppo B
Il gruppo B costituisce sempre un raggruppamento dei segnali di avvio alle autostrade metropolitane ma, differentemente dal gruppo A, sono installati su viabilità ordinaria. La circolare esemplifica la situazione di un interscambio tra viabilità ordinaria e tangenziale con doppia rampa:
- preavviso di doppia diramazione a 300 metri dall'interscambio (figura 49): per chi viene dall'esterno sulla freccia dritta verrà data l'indicazione della città oppure dal suo nome seguito dalla scritta "centro" (in quest'ultimo caso a caratteri neri su inserto bianco); per chi viene dalla città sarà data l'indicazione del primo centro urbano importante raggiungibile tramite l'itinerario; sulle due frecce destre sarà data l'indicazione dei soli itinerari autostradali raggiungibili dalle due rispettive direzioni della tangenziale.
- primo segnale di itinerario posto a 100 metri dall'interscambio (figura 50): segnale di itinerario composto da un pannello a fondo bianco con scritta in caratteri neri "tangenziale (nord, sud, ovest, est)" più freccia nera inclinata a 45° ed un pannello di colore verde recante le indicazioni degli itinerari autostradali raggiungibili dalla prima diramazione.
- secondo segnale di itinerario posto a 100 metri dal secondo interscambio (figura 51): segnale analogo alla figura 50 ma posto a 100 metri dalla seconda cuspide e recante le indicazioni degli altri itinerari autostradali raggiungibili alla seconda diramazione.
- segnali di direzione posti sulle cuspidi (figure 52 e 53): riportano le stesse indicazioni dei segnali di itinerario posti prima delle rispettive cuspidi ma differentemente dalle figure 50 e 51, sono riportate su gruppi segnaletici unitari unidirezionali rettangolari a punta di freccia.

#### Gruppo C
Il gruppo C comprende la segnaletica posta in corrispondenza degli svincoli sulle autostrade metropolitane e si differenzia particolarmente dalle soluzioni segnaletiche previste dalla circolare n. 9540/1969 per le autostrade extraurbane per la presenza dei segnali a portale in sostituzione dei consueti segnali laterali di preavviso, per le indicazioni relative all'uscita successiva e per la presenza del segnale di conferma a valle dell'uscita. Di seguito sono elencati i segnali posti in corrispondenza di uno svincolo con un'unica rampa di uscita
- portale a 700 metri dalla cuspide (figure 55 e 56): hanno la funzione dei classici segnali di preavviso ma sono installati in posizione sopraelevata; il pannello di sinistra integrato da due frecce verticali puntate verso l'alto riporta le destinazioni autostradali lontane (ad esempio "A1 BOLOGNA") con eventuale indicazione di aeroporto, entrambe sormontate dalle indicazioni relative all'uscita successiva ("SS 412 Val Tidone/MILANO Vigentina"); il pannello di destra, integrato con freccia inclinata a 45° in basso a destra, reca le indicazioni delle destinazioni raggiungibili dall'uscita con eventuale indicazione di aeroporto ("SS 35 PAVIA, MILANO Ticinese").
- portale immediatamente all'inizio della corsia di decelerazione (figure 57, 58 e 59): rispetto ai classici portali ha la particolarità di prevedere 3 pannelli: quello di sinistra con freccia verticale puntata verso l'alto sul lato sinistro con le destinazioni autostradali lontane con indicazione di aeroporto; quello centrale con freccia verticale puntata verso l'alto sul lato destro contiene le destinazioni raggiungibili dall'uscita successiva; quello di destra è analogo al segnale di preavviso di cui alla figura 56.
- segnale di direzione sulla cuspide (figura 60): segnale di direzione in posizione sopraelevata a bandiera posto sulla cuspide; le indicazioni sono le stesse rappresentate alle figure 56 e 59 con la differenza che la freccia è verticale puntata verso il basso e si trova in basso a destra del segnale.

| Immagine | Numero e nome della figura                                                                | Descrizione |
| -------- | ----------------------------------------------------------------------------------------- | --- |
|          | Fig. 55 - Preavviso di uscita a portale a 700 m (cartello di sinistra)                    | Cartello di sinistra del portale recante le indicazioni delle destinazioni in prosecuzione dell'autostrada urbana, con esempio di fondo verde integrato sia da inserto blu per la viabilità normale, sia da inserti bianchi per destinazioni o località di interesse urbano. Si applicano due frecce laterali dirette verticalmente verso l'alto (destinazioni lontane). |
|          | Fig. 56 - Preavviso di uscita a portale a 700 m (cartello di destra)                      | Cartello di destra del portale recante le indicazioni delle destinazioni su viabilità normale o di interesse urbano. Il colore di fondo è blu con inserto bianco per l'indicazione urbana. Eventuali indicazioni autostradali possono figurare su inserto verde. Si applica una freccia sulla destra orientata obliquamente verso il basso a destra. |
|          | Fig. 57 - Secondo portale all'inizio della corsia di rallentamento (cartello di sinistra) | Cartello di sinistra del portale recante le indicazioni delle destinazioni lontane più importanti. Colore del fondo verde con inserto bianco nel caso specifico rappresentato. Freccia verticale verso l'alto posta sul lato sinistro. |
|          | Fig. 58 - Secondo portale all'inizio della corsiadi rallentamento (cartello di centro)    | Cartello di centro del portale recante le indicazioni delle destinazioni raggiungibili dalla uscita successiva. Colore di fondo verde con due inserti: blu e bianco. Freccia verticale verso l'alto posta sul lato destro. |
|          | Fig. 59 - Secondo portale all'inizio della corsiadi rallentamento (cartello di destra)    | Cartello di destra del portale, recante le indicazioni raggiungibili dalla uscita. Il colore di fondo è blu (con inserto bianco per le indicazioni urbane), ma può essere tutto bianco se vi sono riportate solo indicazioni di carattere urbano. Se vi sono indicazioni autostradali si può avere il fondo verde ed inserto bianco o viceversa, a seconda della prevalenza numerica delle indicazioni. |
|          | Fig. 60 - Segnale di direzione sulla cuspide (a "bandiera")                               | Alla fine della corsia di rallentamento, sulla cuspide che da origine alla rampa di uscita, è posto questo segnale di direzione a sbalzo sopra la carreggiata della rampa (segnale detto a "bandiera"). Esso è costituito dallo stesso segnale che appare nel cartello di destra del portale precedenze (fig. 59) e che appare anche nel cartello di destra del primo portale a 500 m (fig. 62) ma con la sola differenza che la freccia è orientata verticalmente verso il basso (il traffico passa sotto al cartello). |

In caso di uscita realizzata con doppia rampa la serie tipo di segnali è la seguente:
- portale a 700 metri dalla prima cuspide (figure 63 e 64): il loro funzionamento e posizionamento è analogo a quanto previsto per le uscite con rampa unica con la differenza che il portale di sinistra reca rispettivamente le indicazioni relative alla seconda uscita dello svincolo, all'uscita successiva e la destinazione autostradale lontana; quello di destra contiene le indicazioni relative alla prima uscita.
- portale immediatamente all'inizio della corsia di decelerazione della prima uscita (figure 65, 66 e 67): come per le uscite con rampa unica è composto anch'esso da tre pannelli di cui quello di sinistra con le indicazioni per l'uscita successiva e la destinazione autostradale importante con eventuale indicazione di aeroporto; quello centrale con le indicazioni per la seconda uscita dello svincolo e quello di destra con le indicazioni per la prima uscita. La disposizione delle frecce è analoga a quanto previsto per le figure 57, 58 e 59.
- segnale di direzione sulla prima cuspide (figura 68): segnale di direzione in posizione sopraelevata a bandiera posto sulla prima cuspide che reca le stesse indicazioni delle figure 64 e 67 ma con freccia puntata verso il basso analogamente alla figura 60.
- portale a 200 metri dalla seconda cuspide (figure 69, 70 e 71): come per l'uscita precedente vi sono, nell'ordine: pannello di sinistra con le indicazioni per la destinazione autostradale lontana, pannello centrale con indicazioni per l'uscita successiva, pannello di destra con le indicazioni per la seconda uscita. La disposizione delle frecce è analoga al portale previsto per l'uscita precedente.
- segnale di direzione sulla seconda cuspide (figura 72): segnale posto su sostegno a bandiera sulla seconda cuspide che reca le stesse indicazioni della figura 71 ma con freccia puntata verso il basso.

Il segnale di conferma (figure 61 e 73) è posto a circa 200 metri dalla fine della corsia di accelerazione (in caso di svincoli con uscite multiple si contano 200 metri dalla fine dell'ultima corsia di accelerazione). Il segnale è composto da un pannello a fondo bianco recante la scritta in caratteri neri "prossime uscite" con freccia nera verticale puntata verso l'alto ed un pannello a fondo verde recante le seguenti indicazioni, dall'alto verso il basso
- indicazione relativa alle località raggiungibili dalla prossima uscita con eventuale indicazione di aeroporto
- eventuale indicazione relativa alle località raggiungibili dall'uscita con eventuale indicazione di aeroporto
- indicazione relativa alla destinazione autostradale lontana con eventuale indicazione di aeroporto

Per ogni gruppo di destinazioni sarà riportata la rispettiva distanza espressa in chilometri arrotondata al numero intero superiore e senza l'unità di misura. Il segnale di conferma va utilizzato anche nei casi in cui ci si immette su tronchi autostradali extraurbani provenendo da autostrade metropolitane, come previsto alla figura 26 della circolare n. 9540/1969

#### Gruppo D
Il gruppo D comprende i segnali di direzione poste nelle intersezioni con la viabilità ordinaria e urbana subito in uscita dalla tangenziale ed introduce il concetto di gruppo segnaletico unitario (figure 9 e 13), che sarà trattato in maniera molto più approfondita nella circolare n. 400/1979. Il gruppo segnaletico unitario è costituito da un unico telaio-supporto che contiene tutte le indicazioni espresse in forma di segnali a punta di freccia. Il telaio è delle dimensioni adatte ad ospitare tutte le indicazioni, più spazio extra per eventuali aggiunte future di indicazioni (figure 9 e 10).
Di norma il segnale deve comprendere due telai installati sull'isola di traffico di cui uno per ogni direzione; per ogni direzione saranno accostate le indicazioni avente lo stesso colore di fondo tenendo conto del seguente ordine di posa: verde, bianco, blu. Solo nel caso in cui sia ridotto lo spazio a disposizione è possibile installare un unico gruppo segnaletico unitario a sviluppo verticale per più direzioni (figura 11). In alternativa è anche possibile utilizzare un unico telaio inserendo le indicazioni per le direzioni diverse su due colonne (figura 12). Per indicare la direzione dritto il segnale sarà rettangolare senza punta di freccia e recherà sul lato sinistro una freccia puntata verso l'alto dello stesso colore della cornice e delle iscrizioni (figura 13).
Nel caso di intersezioni con piccolo angolo di divergenza possono essere posti sulla cuspide dei segnali di direzione in posizione sopraelevata su dei sostegni a farfalla (figura 14). Questa soluzione è consigliata lungo itinerari a traffico intenso laddove non sia possibile installare preavvisi di intersezione o di uscita. La distanza orizzontale tra i pannelli non deve mai essere inferiore a 50 cm mentre la luce libera tra il bordo inferiore del cartello ed il piano stradale non deve mai essere inferiore a 5 metri. Le frecce sono sempre puntate verso il basso e disposte in basso ma la loro direzione sarà stabilita dalla conformazione dell'intersezione: se i cartelli insistono sulle corsie relative ed il traffico vi passa sotto le frecce sono verticali, se vi è divergenza nelle direzioni le frecce saranno oblique.
Se lungo l'itinerario urbano vi sono marciapiedi protetti con appositi parapetti pedonali questi ultimi possono costituire un ottimo punto di posa per i segnali di direzione (figura 15).
| Immagine | Numero e nome della figura                                            | Descrizione |
| -------- | --------------------------------------------------------------------- | --- |
|          | Fig. 9 - Concetto di "gruppo segnaletico unitario"                    | Il gruppo segnaletico unitario è concettualmente un supporto atto a contenere l'intero gruppo di "segnali di direzione" in unica postazione, nell'apposito "angolo della segnaletica di direzione e di destinazione" che deve esistere in ogni intersezione stradale, sui bordi o entro le isole di traffico. I gruppi segnaletici unitari sono cioè costituiti dal complesso dei segnali di direzione necessari in una intersezione, opportunamente raggruppati su di uno o più supporti. Deve essere previsto spazio in più per eventuali aggiunte future. Nessun segnale di direzione deve essere posto fuori del gruppo unitario o dei gruppi unitari. Essi sono installati nelle intersezioni tra viabilità normale e rampe di raccordo con le autostrade, sia per orientare gli utenti provenienti dalla viabilità normale sia quelli provenienti dalle suddette autostrade al momento di inserirsi nella viabilità normale. |
|          | Fig. 10 - Gruppi segnaletici unitari unidirezionali                   | Schemi di gruppi segnaletici unidirezionali con previsione di spazio per eventuali aggiunte future. Nella prima figura segnali di diversa grandezza disposti su di una sola colonna. Nella seconda figura i segnali occupano due colonne. |
|          | Fig. 10 - Gruppi segnaletici unitari unidirezionali                   | Schemi di gruppi segnaletici unidirezionali con previsione di spazio per eventuali aggiunte future. Nella prima figura segnali di diversa grandezza disposti su di una sola colonna. Nella seconda figura i segnali occupano due colonne. |
|          | Fig. 11 - Gruppo segnaletico bidirezionale a sviluppo verticale       | Schema di gruppo per disposizione verticale su unica colonna di segnali di direzione in ambedue i sensi. Si impiega quando lo spazio a disposizione sia ridotto. |
|          | Fig. 12 - Gruppi segnaletici unitari bidirezionali                    | Schemi di gruppi a sviluppo orizzontale, contenenti su due colonne, i segnali di direzione per ambedue i sensi di indicazione. |
|          | Fig. 12 - Gruppi segnaletici unitari bidirezionali                    | Schemi di gruppi a sviluppo orizzontale, contenenti su due colonne, i segnali di direzione per ambedue i sensi di indicazione. |
|          | Fig. 13 - Indicazione della direzione "andare dritto"                 | Se la direzione indicata è quella di proseguire dritti si deve impiegare un segnale di direzione rettangolare senza punta di freccia, contenente sul lato sinistro una freccetta orientata verso l'alto. Nel primo esempio il fondo è scuro (blu o verde) e la freccetta è bianca. Nel secondo esempio il fondo è bianco e la freccetta è nera. |
|          | Fig. 13 - Indicazione della direzione "andare dritto"                 | Se la direzione indicata è quella di proseguire dritti si deve impiegare un segnale di direzione rettangolare senza punta di freccia, contenente sul lato sinistro una freccetta orientata verso l'alto. Nel primo esempio il fondo è scuro (blu o verde) e la freccetta è bianca. Nel secondo esempio il fondo è bianco e la freccetta è nera. |
|          | Fig. 14 - Segnale di direzione a "farfalla"                           | Schema di segnale di direzione con cartelli simmetrici, a sbalzo, denominato a "farfalla". Si adotta di preferenza nelle biforcazioni con piccolo angolo di divergenza, laddove il traffico è intenso e non ci sono facili opportunità di disporre preavvisi di intersezione o di uscita, e dovunque il tipo sia conveniente per visibilità ed efficacia selettiva delle due direzioni. L'altezza dei cartelli non deve essere inferiore a m 1,50. La larghezza è proporzionata alle lunghezze delle iscrizioni. La luce libera inferiore tra strada e bordo inferiore del cartello deve essere di m 5,00. La distanza orizzontale tra i due bordi contigui dei due cartelli non deve essere inferiore a m 0,50. Le freccette sono sempre disposte in basso e dirette verso il basso. Verticali se i cartelli insistono sopra le corsie relative ed il traffico passa sotto i cartelli. Oblique (come nello schema rappresentato) se la divergenza delle due direzioni è sensibile. La conformazione dei luoghi suggerisce la migliore soluzione. |
|          | Fig. 15 - Applicazione di segnali di direzione su protezioni pedonali | Dove esistono marciapiedi la protezione e la disciplina dei pedoni può essere meglio raggiunta con protezioni, o parapetti, pedonali. Queste possono rappresentare il supporto idoneo per la posa di segnali di direzione, come nello schema qui rappresentato. |

#### Altri segnali
| Immagine     | Numero e nome della figura                                                                          | Descrizione |
| ------------ | --------------------------------------------------------------------------------------------------- | --- |
|              | Fig. 74 - Segnale di inizio autostrada                                                              | Questo segnale è posto all'inizio del tronco di raccordo tra l'autostrada metropolitana e la viabilità normale (statale, provinciale e comunale) in posizione che sia già visibile, per quanto possibile, agli utenti della viabilità normale stessa, in guisa da evitare l'ingresso nel tronco di raccordo (e quindi manovre di ritorno o retrocessione) da parte dei veicoli e degli utenti non ammessi. Il simbolo a sinistra significa: "AUTOSTRADA" che è da considerare tale solo se è a carreggiate divise. |
|              | Fig. 75 - Segnale di centro rimozione                                                               | Questo segnale può essere installato solo se il centro di soccorso meccanico, attrezzato con carri-rimozione, è sito sull'autostrada o nel raggio di 200 m dall'uscita. Non sono ammessi alcun cartello, iscrizione o marchio addizionali. Questo segnale può essere installato una sola volta all'inizio della corsia di rallentamento. |
|              | Fig. 76 - Segnale di preavviso di assistenza meccanica                                              | Questo segnale può essere installato solo se il posto di assistenza meccanica è sito sull'autostrada (in apposita area di servizio) e ne è tassativamente vietato l'impiego per segnalare posti di assistenza siti fuori dell'autostrada, raggiungibili dalle uscite. Il cartello addizionale posto a destra è tollerato e in ogni caso può riportare solo il marchio o nome della ditta che gestisce il posto di assistenza meccanica, con i suoi colori ed i suoi caratteri. |
|              | Fig. 77 - Segnale di preavviso rifornimento                                                         | Questo segnale può essere installato solo se la stazione di rifornimento o servizio è sita sull'autostrada (in apposita area di servizio) e ne è tassativamente vietato l'impiego per segnalare stazioni di servizio o rifornimento site fuori autostrada, raggiungibili dalle uscite. Il cartello addizionale posto a destra è tollerato e in ogni caso può riportare solo il marchio o nome della ditta che gestisce il rifornimento, con i suoi colori ed i suoi caratteri. |
|              | Fig. 78 - Combinazione di più simboli di servizi in un unico segnale di preavviso                   | I segnali di cui alle figg. 76 e 77 precedenti sono installati in genere separatamente, con lungo anticipo sulla uscita verso l'area di servizio. A breve distanza da detta uscita si fa uso di questo segnale-riepilogo dei vari simboli presenti nell'area di servizio. Con questo segnale-riepilogo non può essere combinata alcuna indicazione di marchio o ditta, anche se presente nell'area di servizio. La distanza di m 500 è indicativa e può essere eventualmente variata in relazione a particolari tracciati o configurazione dei luoghi o posizione di altri segnali. Il segnale è completamente riflettorizzato. Se i simboli fossero più di tre, gli altri sono disposti in una seconda fila sottostante, a partire dalla sinistra. Il cartello in tal caso ha la medesima lunghezza, ma la sua altezza diviene circa m 3,40. |
|              | Fig. 80 - Segnali militari di classe dei ponti                                                      | Per la posa di questi segnali vedere la circolare n. 6670 in data 1-7-1965 dell'Ispettorato Generale Circolazione e Traffico |
|              | Fig. 80 - Segnali militari di classe dei ponti                                                      | Per la posa di questi segnali vedere la circolare n. 6670 in data 1-7-1965 dell'Ispettorato Generale Circolazione e Traffico |
|              | Fig. 80 - Segnali militari di classe dei ponti                                                      | Per la posa di questi segnali vedere la circolare n. 6670 in data 1-7-1965 dell'Ispettorato Generale Circolazione e Traffico |
|              | Fig. 80 - Segnali militari di classe dei ponti                                                      | Per la posa di questi segnali vedere la circolare n. 6670 in data 1-7-1965 dell'Ispettorato Generale Circolazione e Traffico |
|              | Fig. 80 - Segnali militari di classe dei ponti                                                      | Per la posa di questi segnali vedere la circolare n. 6670 in data 1-7-1965 dell'Ispettorato Generale Circolazione e Traffico |
|              | Fig. 81 - Segnale di telefono ed estintore                                                          | Questo segnale, composto come nella figura, o semplice se manca uno dei due servizi, è installato di regola nelle gallerie e nei tunnels per indicare la posizione delle nicchie contenenti detti servizi. Non è un presegnale, pertanto va applicato all'altezza del punto segnalato (freccia orizzontale). Deve essere eseguito in versione luminosa, per trasparenza, oppure in versione totalmente riflettorizzata. |
|              | Fig. 82 - Segnale di piazzuola per fermate di emergenza                                             | Lungo le autostrade, o tratti di autostrada privi di corsia di fermata di emergenza, segnala sul posto la presenza di una piazzuola per fermate di emergenza. Non è un presegnale, quindi va installato all'inizio del raccordo, od invito, di ingresso della piazzuola stessa. Deve essere eseguito in versione totalmente riflettorizzata. |
|              | Fig. 83 - Avviso di pagamento pedaggio                                                              | Sulle autostrade a pedaggio questo cartello va posto a breve distanza dai caselli di pedaggio, sul lato destro della carreggiata o del piazzale di stazione. |
|              | Fig. 84 - Cartello promemoria comportamento su carreggiate a 3 o più corsie                         | Cartello facoltativo da installare a distanze sistematiche, sul bordo destro della carreggiata. |
|              | Fig. 85 - Segnale di parcheggio od area di parcheggio                                               | Segnale da porre, senza preavvisi, sulla cuspide della deviazione verso un parcheggio semplice od un'area di parcheggio. Non deve contenere iscrizioni aggiuntive, come denominazione del parcheggio o indicazioni di nomi o marchi. In caso di numerazione dei parcheggi è ammesso il numero progressivo, in bianco, con cifre di altezza pari a cm 15 poste a fianco del "P". |
| Segnale di l | Fig. 86 - Segnale di limite massimo e minimo di velocità                                            | Combinazione dei due segnali: "limite massimo di velocità" e "limite minimo di velocità" per il controllo del traffico lungo determinati tronchi dell'autostrada urbana. Detti segnali potranno anche essere utilizzati singolarmente. In ogni caso essi devono essere ripetuti sullo spartitraffico. Si prevede l'uso di segnali a messaggio variabile soprattutto per questi simboli. |
|              | Fig. 87 - Segnale di velocità consigliata                                                           | Deve essere ripetuto sullo spartitraffico. |
|              | Fig. 88 - Segnale di progressiva chilometrica                                                       | Deve essere posto in opera sullo spartitraffico. È a doppia faccia e deve riportare la stessa progressiva sui due lati. |
|              | Fig. 89 - Segnale di indicazione di polizia stradale                                                | |
|              | | |
|              | Fig. 90 - Segnale di direzione per centro informazioni                                              | Segnale da porre sulla cuspide di raccordi con aree di servizio o di uscite per avviare a "centri di informazione" o "uffici informazione". È privo di presegnali di preavviso in autostrada. |
|              | Fig. 91 - Segnale di direzione per area di servizio                                                 | Preceduto da segnali di preavviso di cui alle figg. 76, 77, 78, è posto sulla cuspide del raccordo o deviazione verso l'area di servizio. |
|              | Fig. 92 - Preavviso di stazione                                                                     | Cartello di tipo "integrato" con inserimento del segnale di "ALT-STAZIONE" su fondo bianco, contenente la distanza in m che separa il punto di posa dal punto segnalato. |
|              | Fig. 93 - Segnale di ALT-Stazione                                                                   | Sia questo segnale, che il suo presegnale avanzato (fig. 92), sono facoltativi. Il loro impiego dipende dalla configurazione dei luoghi. In ogni caso il loro giustificativo è la presenza di caselli di pedaggio. Se questi sono posti subito dopo rampe di uscita in curva, la velocità dei veicoli è già ridotta e quindi non sono indispensabili né il presegnale né questo segnale. Il giudizio sull'impiego dei due segnali è affidato al tecnico del segnalamento. |
|              | Fig. 94 - Segnale di divieto di sorpasso                                                            | Segnale di divieto di sorpasso (fig. 94) previsto dalla circolare del ministero dei lavori pubblici n. 2730/1971 "Autostrade metropolitane" |
|              | Fig. 95 - Segnale di intervallo minimo obbligatorio                                                 | Indica la distanza minima da tenere tra veicoli in marcia. Per tale segnale è previsto l'utilizzo all'interno dei tunnel autostradali. |
|              | Fig. 96 - Segnale di limite di velocità                                                             | Il segnale di limite di velocità per tutti gli autoveicoli deve essere installato anche sulla sinistra, nello spartitraffico. Ove siano impiegati dispositivi automatici, o comandati a mano, per segnalazioni a simbolo variabile, il segnale deve apparire esattamente come quelli fissi convenzionali. |
|              | Fig. 97 - Segnale di limite di velocità per autotreni autosnodati ed autoarticolati                 | Cartelli di tipo "integrato" con inserimento di segnali di limitazione su fondo bianco, unitamente al simbolo della categoria di veicoli ai quali la limitazione stessa è applicata. Si noti il filo circolare nero intorno alla corona rossa del segnale, mezzo grafico prescritto per dare la necessaria evidenza al segnale. Il sistema della integrazione del segnale entro un cartello bianco rettangolare può essere esteso anche alle altre segnalazioni necessarie (ad es. divieti di sorpasso per particolari categorie, divieto di transito su determinate corsie su carreggiate a 3 o più corsie, ecc.) |
|              | Fig. 98 - Segnale di limite di velocità per autobus                                                 | Cartelli di tipo "integrato" con inserimento di segnali di limitazione su fondo bianco, unitamente al simbolo della categoria di veicoli ai quali la limitazione stessa è applicata. Si noti il filo circolare nero intorno alla corona rossa del segnale, mezzo grafico prescritto per dare la necessaria evidenza al segnale. Il sistema della integrazione del segnale entro un cartello bianco rettangolare può essere esteso anche alle altre segnalazioni necessarie (ad es. divieti di sorpasso per particolari categorie, divieto di transito su determinate corsie su carreggiate a 3 o più corsie, ecc.) |
|              | Fig. 99 - Segnale di preavviso di corsia chiusa (da porre a m 300 dall'inizio della corsia chiusa)  | Questo esempio concerne la chiusura della prima corsia. Varianti analoghe negli altri casi. |
|              | Fig. 100 - Segnale di corsia unica (da porre a 50 m dall'inizio della corsia chiusa)                | Questo esempio concerne la chiusura della seconda corsia. Varianti analoghe negli altri casi. |
|              | Fig. 101 - Segnale di corsie disponibili                                                            | Questo esempio concerne la chiusura della prima corsia su carreggiata a 3 corsie. Varianti analoghe, negli altri possibili casi, possono essere predisposte sul medesimo principio. In funzione di preavviso questo segnale aggiunge la targa di cui alla fig. 99. |
|              | Fig. 102 - Segnale di carreggiata chiusa                                                            | Con la targa integrativa analoga a quella del segnale di preavviso "corsia chiusa", questo segnale può essere utilizzato come avviso avanzato. È importante che gli spessori dei simboli neri e rossi siano identici a quello del modello regolamentare per evitare l'effetto riducente della riflettorizzazione bianca. Per carreggiate a 3 corsie per senso di marcia il segnale sarà redatto in versione analogica. |
|              | Fig. 103 - Segnale di rientro in carreggiata                                                        | Il segnale indica il traffico che viaggia nella carreggiata autostradale normalmente destinata al senso di marcia opposto verrà deviato sulla carreggiata originaria. Il segnale è posto poco prima dello scambio di carreggiata. |
|              | Fig. 104 - Segnale di uscita obbligatoria (la targa aggiuntiva è temporanea e comunque facoltativa) | Indica l'obbligo di uscire alla prossima uscita autostradale, situata alla distanza indicata. La targa superiore è facoltativa. |
|              | Fig. 105 - Paletto di orientamento                                                                  | Il "paletto di orientamento" è un delineatore di incalanamento per evidenziare soprattutto le deviazioni, le oblique di sbarramento in corrispondenza di corsie o carreggiate chiuse. Più che i segnali di "frecce obbligatorie" disposte a 45° verso il basso dal lato del passaggio, è di maggiore efficacia visiva un allineamento di questi "paletti" che consente ai conducenti di guidare a vista in prossimità di cantieri stradali, deviazioni, ostacoli, ostruzioni, cambi di carreggiate. I paletti sono riflettorizzati e devono essere disposti perpendicolarmente alla linea di visuale dei conducenti, lungo l'allineamento obliquo della linea di sbarramento o di deviazione. Lo spaziamento dipende dall'entità dell'angolo di deviazione e deve essere costante. La base, piede o sostegno, deve consentire la posa di zavorra o pesi per assicurare la stabilità. Analoghi paletti a fondo unito giallo, riflettorizzato, possono essere impiegati entro tunnels e gallerie per evidenziare in modo particolare tracciati in curva od altre anomalie. |
|              | Fig. 105 - Paletto di orientamento                                                                  | Il "paletto di orientamento" è un delineatore di incalanamento per evidenziare soprattutto le deviazioni, le oblique di sbarramento in corrispondenza di corsie o carreggiate chiuse. Più che i segnali di "frecce obbligatorie" disposte a 45° verso il basso dal lato del passaggio, è di maggiore efficacia visiva un allineamento di questi "paletti" che consente ai conducenti di guidare a vista in prossimità di cantieri stradali, deviazioni, ostacoli, ostruzioni, cambi di carreggiate. I paletti sono riflettorizzati e devono essere disposti perpendicolarmente alla linea di visuale dei conducenti, lungo l'allineamento obliquo della linea di sbarramento o di deviazione. Lo spaziamento dipende dall'entità dell'angolo di deviazione e deve essere costante. La base, piede o sostegno, deve consentire la posa di zavorra o pesi per assicurare la stabilità. Analoghi paletti a fondo unito giallo, riflettorizzato, possono essere impiegati entro tunnels e gallerie per evidenziare in modo particolare tracciati in curva od altre anomalie. |

## Circolare n. 4250 del 1973
La circolare n. 4250 del 1973 affronta la questione dei limiti di velocità imposti dagli enti proprietari delle strade, soffermandosi su alcune situazioni in cui i segnali vengano posti secondo criteri erronei o irrazionali. Nello specifico il ministero si sofferma su due situazioni: i limiti di velocità diversi da quello generale di 50 km/h nei centri abitati e i limiti posti in corrispondenza dei cantieri.
Nel primo caso viene osservato come il limite di 50 km/h debba intendersi appropriato nella maggior parte dei casi e pertanto il ministero invita gli enti proprietari a rimuovere i segnali riportanti ad altri valori posti in corrispondenza dei segnali di località, se non autorizzati dal ministero stesso.
Per quanto riguarda i cantieri viene osservato come spesso vengano adottati limiti estremante bassi (5, 10, 20 km/h), difficilmente controllabili con gli strumenti tecnici a disposizione, oltre che generalmente non giustificati dalle condizioni della strada. Il ministero fa notare come limiti così bassi non vengano rispettati dagli utenti della strada ed inducono negli utenti della strada una pericolosa perdita di fiducia nelle prescrizioni della segnaletica; d'altro canto lo stesso ministero osserva che se tali limiti irrazionali venissero rispettati, la circolazione ne risulterebbe eccessivamente rallentata. Pertanto viene raccomandato di scegliere dei valori razionali dei limiti di velocità e, in caso di utilizzo nei pressi dei cantieri, di completare la segnaletica di prescrizione con cartelli di pericolo e delineatori stradali, oltre che a procedere ad una rapida rimozione dei cartelli al termine dei lavori.
Oltre a quanto esposto, nella circolare si da notizia dell'imminente pubblicazione del decreto n. 741 del 28 novembre del 1973, che avrebbe limitato a 100 km/h la velocità sulle strade extraurbane e a 120 km/h lungo le autostrade; viene precisato che per tali limiti non è prevista la posa di segnali di limitazione di velocità, essendo il provvedimento di portata nazionale.

## Circolare n. 4564 del 1974
La circolare n. 4564 del 1974 affronta la questione del segnalamento dei nomi delle strade, piazze, viali e simili. Viene osservato come in generale le indicazioni toponomastiche siano effettuate con targhe di tipo tradizionale, pensate per un traffico composto quasi esclusivamente da pedoni e carrozze ma del tutto inadatte alla velocità della moderna circolazione veicolare. Al fine di ovviare a questa situazione il ministero introduce un nuovo design per tali targhe, da adottarsi almeno in corrispondenza delle intersezioni semaforizzata, sui viali alberati, sulle strade multicorsia, sui principali itinerari di attraversamento nei centri abitati. Il design introdotto si basa sull'uso di pannelli di colore bianco, cornice azzurra e iscrizioni del nome della via in nero.
Le iscrizioni adottano i caratteri normali introdotti nelle circolari sulla segnaletica autostradale (o, in via eccezionale, i caratteri stretti); si prevede l'impiego di caratteri minuscoli per tutte le iscrizioni con l'eccezione facoltativa per la prima lettera dei nomi propri, per cui è possibile anche utilizzare la lettera maiuscola come previsto dalla regole grammaticali. L'indicazione dell'infrastruttura stradale (via, piazza, largo, ...) è riportata in dimensioni minori in un angolo del segnale allineata verso il bordo (salvo il caso di nomi particolarmente corti, per cui è possibile anche l'inserimento allo stesso livello del resto del toponimo). Per quanto riguarda la composizione dei nomi delle strade la circolare prevede l'inserimento dei soli cognomi delle persone, e la riduzione del nome alla sola lettera iniziale, e più in generale l'omissione delle parole non strettamente necessaria alla comprensione del nome della strada (ad esempio Via Pergolesi Giovanni Battista e piazzale delle Belle Arti verranno indicati come Via G. B. Pergolesi e Piazzale Belle Arti).
Oltre ai segnali di nome strada la circolare propone anche un modello standardizzato di numero civico da porre ortogonalmente all'asse stradale (generalmente fissato a pali della luce o strutture similari) in modo da segnalare all'utenza stradale a che altezza si trovi lungo una certa via.

Esempio di segnale di nome strada (con schema di supporto)
Esempi di vari segnali di nome strada
Esempi di vari segnali di nome strada
Dimensioni modulari per formati ridotto, normale e grande a confronto
Numero civico ortogonale

## La nuova segnaletica proposta nel 1976 e riproposta successivamente
Nella seconda metà degli anni '70 il governo propose di aggiornare il codice della strada con l'aggiunta di una nuova serie di segnali stradali (alcuni già introdotti dalle circolari), seguendo il modello europeo, tra cui alcuni segnali di pericolo, segnali di prescrizione e segnali di indicazione, includendo anche un nuovo "Arresto all'incrocio" ottagonale. Queste modifiche che saranno riprese in seguito non vennero immediatamente approvate per motivi ignoti.

Preavviso di zona attrezzata per la sosta
Parcheggio su un percorso di escursionisti
Segnale di telefono ed estintore
Segnale di conferma per l'avvio all'autostrada
Svolta a sinistra di tipo indiretto
Svolta a sinistra di tipo semidiretto
Passaggio pedonale
Caduta massi
Aerei a bassa quota
Forte vento laterale
Presenza di ghiaietto
Circolazione rotatoria
Preavviso di semaforo
Attraversamento ciclabile
Strettoia asimmetrica
Argine o banchina
Piazzola di sosta
Preavviso di strada senza uscita
Fermata dell'autobus
Ospedale o clinica
Segnale di preavviso di corsia chiusa
Segnale di carreggiata chiusa
Fermarsi e dare precedenza
Catene da neve obbligatorie
Andamento della strada principale
Diritto di precedenza con due pannelli
Diritto di precedenza con un pannello
Divieto di transito ai veicoli con rimorchio
Divieto di fermata
Preavviso di strada sdrucciolevole[6]

## I decreti del 1977 sui limiti di velocità
Nel 1977 il governo decise di fissare nuovi limiti di velocità generali da osservarsi durante la circolazione lungo le strade extraurbane e le autostrade. A tal proposito in data 29 ottobre 1977 il ministero dei lavori pubblici, di concerto con il ministero dei trasporti, emanò due decreti per fissare i sopracitati limiti, prevedendo diversi scaglioni a seconda della cilindrata. Al fine di rendere noto anche all'utenza estera le limitazioni in vigore venne predisposto un nuovo segnale da porre in corrispondenza dei posti di frontiera, degli aeroporti, dei porti e delle stazioni ferroviari con servizi di trasporto auto. Inoltre, per identificare gli autoveicoli e motoveicoli obbligati a rispettare un limite inferiore, venne introdotto un contrassegno da porre nella parte posteriore dei veicoli con l'indicazione del limiti di velocità che era tenuto a rispettare lungo le strade extraurbane ordinarie.

Segnale limiti di velocità generali
Contrassegno limite massimo 80 km/h
Contrassegno limite massimo 90 km/h

## Circolare n. 400 del 1979
La circolare n. 400 del 1979 tratta principalmente il tema della segnaletica di indicazione in particolare quella in ambito urbana. Si tratta di un documento estremamente corposo e dettagliato (34 capitoli per oltre 100 pagine) che raccoglie i risultati degli esperimenti compiuti dall'Ispettorato Generale Circolazione e Traffico negli anni precedenti. Lo scopo della circolare era quello di aumentare la qualità complessiva del segnalamento stradale in Italia, uniformare gli standard costruttivi dei segnali (che spesso subivano variazioni e modifiche non regolamentari ad opera dei committenti locali), razionalizzare l'uso dei segnali (evitando il prolifere di "foreste segnaletiche" scarsamente comprensibili all'utenza stradale), introdurre un maggior uso dei simboli a scapito delle parole (giudicate poco comprensibili all'utenza estera, componente non trascurabile del traffico vista la vocazione turistica dell'Italia) e consentire agli enti locali di collocare segnali che avrebbero conservato validità anche in seguito all'approvazione imminente del nuovo codice della strada (che in realtà avverrà solo tredici anni più tardi).
Tra le disposizioni più importanti della circolare ricordiamo:
- introduzione della cornice perimetrale per la segnaletica di indicazione
- introduzione di alcune specifiche a riguardo di illuminazione e riflettorizzazione dei segnali
- introduzione di alcune specifiche grafiche relative alla spaziatura delle righe e allo stacco tra gli inserti nel segnale ed il bordo dello stesso
- introduzione per tutta la segnaletica di indicazione dei caratteri introdotti dalle circolari n. 9540 del 1969 e n. 2730 del 1971, con l'obbligo di utilizzare i caratteri maiuscoli per i nomi propri di località, province, regioni ecc. e i caratteri minuscoli per tutti gli altri utilizzi (con l'eccezione facoltativa per i nomi propri dei segnali di nome-strada)
- introduzione del codice dei colori di fondo (in parte già previsto da altre disposizioni precedenti)
- cambiamento dei segnali di inizio località con differenziazione tra il caso di inizio di centro abitato e quelli relativi ad altre tipologie di località oltre che introduzione dei segnali di fine località
- cambiamento grafico dei segnali di preselezione, già previsti dal Testo Unico del 1959 anche se solo per l'ambito urbano.
- differenziazione dei segnali di direzione in segnali per uso extraurbano (con forma a punta di freccia, già previsti dal Testo Unico del 1959) e quelli nuovi per uso urbano (di forma rettangolare con freccia disegnata all'interno)
- introduzione di alcune disposizioni atte a favorire l'utilizzo dei segnali di conferma
- introduzione di numerose disposizioni in merito all'installazione dei segnali sopra la carreggiata e introduzione del concetto di gruppo segnaletico unitario (ossia di una serie di segnali di direzione rettangolari urbani montati assieme)
- riproposizione della normativa a riguardo dei segnali di nome-strada (già introdotta con la circolare n. 4564 del 1974)
- introduzione di tabelle per la segnalazione di alberghi nelle aree turistiche
- introduzione di simboli unificati per la segnalazione di attrazioni urbane, trasporti, veicoli, attrattive turistiche, sport e altre indicazioni

Di seguito sono esposti nel dettaglio i cambiamenti e le novità sopra elencante.

### Codice dei colori
La circolare si sofferma e norma in maniera sistematica il sistema dei colori di fondo e degli inserti dei segnali di preavviso di intersezione, di preselezione e di direzione. In particolare viene stabilito che il fondo di un segnale corrisponda a quello della categoria di strada lungo la quale è installato mentre le singole destinazioni presenti all'interno del segnale vengono collocate in zone aventi colore proprio della tipologia di destinazione.
I colori previsti sono i seguenti:
- verde (con iscrizioni bianche): utilizzato per le segnalazioni sulle autostrade di qualsiasi genere o per avviare ad esse
- blu (con iscrizioni bianche): utilizzato per le segnalazioni sulla viabilità extraurbana ordinaria (statali, regionali, provinciali, comunali esterne, strade riservate alla circolazione dei veicoli a motore, cosiddette superstrade, ...) o per avviare ad essa
- bianco (con iscrizioni nere): utilizzato per le segnalazioni sulla viabilità urbana o per avviare a punti urbani di interesse (centro, quartieri, nomi strade, ...)
- giallo (con iscrizioni nere): utilizzato per le segnalazioni di natura turistica (castelli, chiese, enti turistici, funivie, ...)
- marrone (con iscrizioni bianche): utilizzato per le segnalazioni di natura geografica, ecologica o ricreazionale ed in generale tutti quei luoghi in cui l'azione umana sia intervenuta in funzione di conservazione e protezione (mare, pinete, laghi, passi, parchi pubblici e nazionali, monti, aree pic-nic, ...)
- grigio medio (con iscrizioni bianche): utilizzato per avviare a strade urbane importanti esclusivamente all'interno dei segnali di direzione
- grigio scuro (con iscrizioni gialle): utilizzato per le segnalazioni di fabbriche, stabilimenti, zone industriali e magazzini
- rosso: utilizzato in via eccezionale solo in alcuni simboli

### Segnali di località
La circolare introduce alcune a riguardo del segnalamento delle località introducendo nuovi segnali rispetto alla normativa previgente, che prevedeva esclusivamente l'utilizzo di cartelli a sfondo blu e caratteri bianchi, accompagnati dai segnali di "limitazione di velocità - 50 km/h" e "divieto di segnalazioni acustiche" nel caso di segnalazioni di centri abitati.
La principale novità riguarda il segnale di inizio centro abitato che assume sfondo bianco e caratteri neri da abbinare agli usuali due segnali di prescrizione; i segnali a fondo blu vengono conservati per le segnalazioni facoltative di inizio territorio comunale e regionale. Vengono anche definiti i corrispondenti segnali di fine località: si tratta di segnali analoghi a quelli di inizio ma con una barra diagonale rossa; nel caso di segnale di fine centro abitato il segnale è corredato anche da un pannello di conferma a fondo blu, indicante la distanza dai successivi centri abitati.

Esempio di segnale di inizio centro abitato
Esempio di segnale di inizio territorio comunale
Esempio di segnale di fine centro abitato
Esempio di segnale di fine centro abitato
Esempio di segnale di inizio regione accoppiato a quello di fine

### Segnali di preavviso di intersezione
La circolare esorta ad utilizzare i segnali di preavviso di intersezione, già correntemente utilizzati lungo la viabilità extraurbana ordinaria e autostradale, anche in ambito urbano; in armonia con il codice dei colori lo sfondo di tali segnali è bianco con frecce e scritte nere ed eventualmente inserti aventi i colori propri delle tipologie di destinazioni indicate. Per agevolare la progettazione dell'aspetto e dell'impaginazione dei segnali la circolare fornisce alcuni esempi di segnali di preavviso.

Esempio di segnale di preavviso di intersezione urbana
Esempio di segnale di preavviso di intersezione urbana con indicazione di deviazione a causa di un cantiere
Esempio di segnale di preavviso di intersezione urbana
Esempio di segnale di preavviso di intersezione urbana con senso vietato
Esempio di segnale di preavviso di intersezione urbana
Esempio di segnale di preavviso di intersezione urbana
Esempio di segnale di preavviso di intersezione urbana con limitazione di transito agli autocarri
Esempio di segnale di preavviso di intersezione urbana con limitazione di transito agli autocarri
Esempio di segnale di preavviso di intersezione urbana
Esempio di segnale di preavviso di intersezione urbana mediante rotatoria a tre bracci
Esempio di segnale di preavviso di intersezione urbana mediante rotatoria a quattro bracci

### Segnali di preselezione
La circolare introduce una nuova grafica per i segnali di preselezione che va a sostituire quella prevista dal regolamento del Testo Unico del 1959. Viene introdotta la possibilità di utilizzare tali segnali anche in ambito extraurbano e non solo lungo la viabilità ordinaria come previsto fino ad allora, sostituendo cartelli basati su iscrizioni utilizzati fino a quel momento.

Esempio di segnale urbano di preselezione
Esempio di segnale urbano di preselezione
Esempio di segnale urbano di preselezione

### Segnali di direzione
La circolare affronta in maniera esaustiva per la questione dei segnali di direzione, ossia quei segnali posti in prossimità delle intersezioni. Per quanto riguarda la segnaletica extraurbana viene mantenuto il formato rettangolare con punta di freccia previsto dal regolamento del Testo Unico, con la prescrizione di utilizzare in maniera sistematica il codice dei colori di fondo.
Le principali innovazioni riguardano invece i segnali di direzione per l'ambito urbano. Per questi segnali viene introdotta la forma rettangolare con una freccia orientata posta ad una delle estremità del segnale. Le direzioni possibili delle frecce sono destra, sinistra e dritto; eccezionalmente, in alcune situazioni particolari come scale, rampe, salite e similari, sono ammesse anche inclinazioni oblique a 45°. Le frecce a destra sono poste all'estremità destra del segnale mentre quelle dritte e a sinistra sono poste all'estremità sinistra; nel caso di segnali di direzione con freccia dritta posti sul lato sinistro della strada la freccia va posta all'estremità destra del segnale.
Nel corpo del segnale è riportata l'indicazione o il simbolo della destinazione a cui il segnale si riferisce; il simbolo è sempre posto tra l'iscrizione e la freccia. Per quanto riguarda i colori si adotta integralmente lo schema dei colori di fondo.
Accanto alla nuova forma per i segnale urbani la circolare insiste sul concetto di gruppo segnaletico unitario, ossia l'idea che si debbano evitare installazioni di segnali di direzione isolati o con caratteristiche dimensionali e supporti differenti mentre al contrario debbano essere favorite installazioni unitarie composte da segnali modulari (in modo da poter essere modificati facilmente in caso di bisogno) disposti secondo precise regole di montaggio.
In particolare viene disposto che:
- ogni gruppo segnaletico unitario non dovrebbe essere composto da più di sei segnali
- in caso di superamento del limite di sei segnali devono essere disposti due gruppi segnaletici monodirezionali separati
- in ciascun gruppo segnaletico i segnali aventi freccia dritta devono essere posti nella posizione più alta, quelli aventi freccia rivolta a sinistra in posizione intermedia e quelli aventi freccia rivolta a destra nella posizione più bassa
- i gruppi di segnali indicanti una stessa direzione devono essere distanziati dai gruppi indicanti altre dimensioni mediante uno stacco verticale di 5–10 cm
- all'interno di ciascun gruppo direzionale l'ordine di posa, dall'alto verso il basso, è determinato dal colore di fondo secondo il seguente ordine: bianco - giallo - verde - blu - grigio - marrone
- i segnali per attività industriali vanno posti esclusivamente all'interno di un gruppo segnaletico unitario dedicato da porre a breve distanza dall'intersezione (con l'eccezione del segnale generico di zona industriale che può essere integrato con i restanti segnali di direzione)

Schema di montaggio delle diverse direzioni (ma con schema dei colori errato)
Schema di montaggio dei diversi colori di fondo per una medesima direzione

Esempio di segnali urbani di direzione
Esempio di gruppo segnaletico costituito da destinazioni extraurbane
Esempio di gruppo segnaletico con destinazione extraurbana e urbana
Esempio di gruppo segnaletico con destinazione urbana e turistica
Esempio di gruppo segnaletico con destinazione turistica ed avviamento a strada importante
Esempio di segnali di direzione con frecce oblique
Esempio di gruppo segnaletico con avviamento a strada importante e ad un comando di polizia
Esempio di gruppo segnaletico comprendente segnali di avvio a strade o piazze importanti, di nome strada e di senso unico (con vecchi caratteri)
Esempio di gruppo segnaletico unitario con diverse tipologie di indicazioni
Esempio di un gruppo segnaletico unitario dotato di pannello sperimentale ad alta riflettività
Esempi di segnali urbani di direzioni per destinazioni geografiche, ecologiche, geologiche e ricreazionali
Segnale di direzione per zona industriale
Esempio di gruppo segnaletico per avviare ad industrie

### Segnali di indicazione posti sopra la carreggiata
La circolare raccomanda un ampio uso di segnali di indicazione posti sopra la carreggiata, specialmente lungo i più importanti itinerari urbani di entrata ed uscita dai centri abitati, in modo da poter sfruttare la maggior distanza di visibilità, la miglior precisione nel segnalamento delle corsie e la maggior evidenza rispetto ai segnali posti a bordo strada. Nello specifico vengono contemplati due possibili usi dei segnali posti al di sopra della carreggiata: segnaletica di preselezione (da posizionare a congrua distanza dall'intersezione) e segnaletica di direzione (da posizionare nelle immediate prossimità degli incroci, eventualmente con integrazione delle lanterne semaforiche all'interno del segnale). Per entrambe le funzioni sono previsti i medesimi segnali, consistenti in rettangoli riportanti le destinazioni e una freccia verso il basso da porre sulla verticale della corsia destinata alle singole destinazioni. Nel caso due corsie conducono alle medesime destinazioni è ammessa l'unione dei due cartelli in un unico cartello di dimensioni maggiori che copra entrambe le corsie. I segnali devono rispettare il codice dei colori (ossia fondo bianco, iscrizioni, bordi e frecce nere come tipico della viabilità urbana con eventuali inserti di altri colori) ma nel caso le destinazioni portino tutto ad una stessa tipologia di destinazione è ammessa la realizzazione di segnali che utilizzino il colore di fondo e delle iscrizioni proprio della destinazione in questione.

Esempio di segnale singolo di corsia posto sopra la carreggiata
Esempio di segnale singolo di corsia posto sopra la carreggiata
Esempio di segnale singolo di corsia posto sopra la carreggiata
Esempio di segnale singolo di corsia posto sopra la carreggiata
Esempio di segnale singolo di corsia posto sopra la carreggiata

### Segnali di conferma
La circolare si sofferma sull'utilizzo dei segnali di conferma osservando che, nonostante fossero già regolati nel codice del 1959, non abbiano mai avuto ampia diffusione. Per quanto riguarda l'utilizzo di tali segnali per l'ambito extraurbano e autostradale viene solamente ribadita la necessità di applicare integralmente le regole relative al colore di fondo. Per quanto riguarda l'ambito urbano viene introdotto un modello di segnale di conferma basato sull'utilizzo di segnali urbani di direzione con freccia rivolta verso l'alto.
In aggiunta a ciò viene introdotta in via generale la possibilità di utilizzare nei centri abitati segnali formati da coppie di "simboli + freccia orientata" sia per confermare, sia per indicare la direzione da seguire per raggiungere strade, autostrade o servizi specifici.

Gruppo segnaletico di direzione utilizzato come segnale di conferma su strade urbane
Segnale di conferma delle direzioni per strada comunale
Segnale di conferma delle direzioni per strada statale e provinciale
Segnale di conferma delle direzione per avvio all'autostrada indicata
Segnale di conferma delle direzione per avvio a tutte le autostrada
Segnale di conferma delle direzione per avvio a tutte le autostrade (eccetto una per cui si deve seguire una direzione diversa)
Esempio di segnale per impianti sportivi adottante il modello simbolo + freccia

### Segnali di localizzazione
La circolare accenna brevemente ad alcuni segnali sperimentali che vengono definiti di localizzazione ossia cartelli che permettono all'utenza di individuare immediatamente un servizio dopo aver seguito un certo itinerario opportunamente segnalato. I segnali in questione sono dei cartelli rettangolari contenenti il simbolo del servizio e una freccia di indicazione da porre ortogonalmente all'asse stradale all'altezza del servizio indicato.

Esempio di segnale di localizzazione (per pronto soccorso)
Esempio di segnale di localizzazione (per cinema)
Esempio di segnale di localizzazione (per funivia)
Esempio di segnale di localizzazione (per ufficio informazioni)
Esempio di segnale di localizzazione (per ufficio postale)

### Segnali di numeri strade
La circolare aggiorna i dettagli grafici dei segnali indicanti i numeri delle strade, adottando i nuovi caratteri e le nuove cornici di bordo in sostituzione dei modelli previsti dal codice della strada del 1959. Viene raccomandato di utilizzare tali simboli nei segnali di avvio alle autostrade e a località raggiungibili con la viabilità extraurbana.

Numero autostrada
Numero itinerario europeo
Numero strada statale
Numero strada provinciale
Numero strada comunale esterna

### Segnali di indicazione alberghi
La circolare introduce un sistema standardizzato di segnalamento degli alberghi da utilizzare in quelle località interessate da circolazione turistica ma con un numero non eccessivo di strutture (indicativamente i centri abitati aventi tra i 20000 e i 100 000 abitanti). Il sistema si basa sulla presenza di una o più tabelle riepilogative (preavvisata da apposito segnale) da collocare in una piazzola o comunque in un luogo dove i conducenti possano fermarsi a leggere con calma l'elenco degli alberghi; una volta che il guidatore si addentra nel centro abitato il guidatore sarà guidato fino alla struttura ricettiva da altri segnali di direzione o di conferma.
Si noti come la simbologia introdotta nei segnali alberghieri adotti il simbolo internazionale di albergo e non quello specifico definito nella tabella dei simboli.

Segnale di preavviso di ufficio, chiosco o tabellone con informazioni turistiche
Segnale riepilogativo della consistenza alberghiera
Segnale di direzione da porre alla prima direzione
Segnali di direzione per singolo albergo
Segnale di conferma per singolo albergo (ove non sia necessario ripeterene il nome)
Variante di gruppo segnaletico riportante le strutture alberghiere in una certa direzione

### Simboli
Un ulteriore elemento di novità è l'introduzione di simboli unificati da accompagnare ai segnali di indicazione in modo da facilitare la comprensione dei segnali a tutti gli utenti della strada e quelli stranieri in particolare. Per quanto riguarda l'utilizzo dei simboli nei segnali di direzione, è previsto che possa essere adottata sia la formula con "iscrizione + simbolo", sia la formula "solo simbolo", anche se viene indicato di privilegiare la prima forma in modo da rendere familiare l'utenza con i nuovi pittogrammi e di utilizzare la seconda solo con i simboli più noti (ad es. ospedale, centro) o come ripetizione di installazioni precedenti.

Centro
Posta
Stazione
Stazione FS
Informazioni
Autostazione
Zona pedonale
Zoo
Pronto soccorso
Ospedale
Ambulatorio
Farmacia
Telefono
Biblioteca
Bambini
Asilo
Carabinieri
Polizia
Pedoni
Discesa
Industrie
Campo boario
Chiesa
Cimitero
Cinema
Teatro
Mercato
Banca
Taxi
Aeroporto
Porto
Traghetto
Aliscafo
Partenze
Arrivi
Eliporto
Funivia
Porto turistico
Autocisterna
Merci pericolose
Esplosivi
Autostrada
Numero autostrada
Carico e scarico
Riparazioni
Disco orario
Parchimetro
Garage
Rifornimento
Frontiera
Scarico
Autosoccorso
Cuccetta + auto
Auto al seguito
Autocarro
Autotreno
Autoarticolato
Autocontainers
Tram
Autobus extraurbano
Autobus urbano
Auto + rimorchio
Motoveicolo
Camping
Caravan
Foresta
Pineta
Pineta + mare
Mare fiume lago
Area pic-nic
Punto panoramico
Cascata
Scuola sci
Museo
Castello
Rovine
Grotta
Acquario
Stadio
Ippodromo
Velodromo
Piscina
Palla a volo
Basket
Tennis
Pattinaggio
Seggiovia
Skilift
Tiro
Arco
Bocce
Centro sportivo
Albergo
Ristorante
Bar
Punto di ritrovo
Giochi bambini
Invalido
Entrata
Uscita
Estintore
Uscita emergenza
Dancing
Ascensore
Toilette
Municipio

## Circolare n. 1200 del 1979
La circolare n. 1200 del 1979 stabilisce le direttive per l'apposizione di limiti di velocità localizzati. In linea generale il ministero osserva che molti enti gestori delle strada sono soliti istituire dei limiti di velocità ricavati in maniera irrazionale o comunque empirica mentre altri non pongono in essere alcuna limitazione nei tratti stradali dove invece sarebbero consigliabili misure limitative al fine della sicurezza degli utenti. In generale si precisa che l'imposizione di limiti deve essere incentrata sia della scorrevolezza sia della sicurezza del traffico.
Per quanto riguarda i criteri di scelta dei limiti di velocità vengono impartite le seguenti direttive:
- la metodologia di scelta del limite di velocità si basa in generale sul metodo dell'85° percentile (già esposto nella circolare n. 8700 del 1964)
- l'abbassamento dei limiti di velocità all'interno dei centri abitati è legato alla presenza di punti singolari che si caratterizzino per anomalie della sezione stradale, mancanza di marciapiede e traffico pedonale intenso, pendenze elevate, andamenti tortuosi, pavimentazioni sdrucciolevoli o presenza di cantieri stradali
- l'innalzamento dei limiti di velocità al di fuori dei centri abitati è legato invece alla presenza di strade di rapido transito con caratteristiche costruttive autostradali o comunque elevate, assenza di attraversamenti pedonali e presenza di percorsi pedonali protetti, presenza di impianti semaforici ad onda verde o presenza di traffico selezionato di veicoli a motore
- i cantieri lungo le strade extraurbane devono essere segnalati con limiti a scalare (80 km/h a 200 m e 60 km/h a 100 m dal cantiere) e i limiti imposti nei cantieri non dovrebbero scendere al di sotto dei 50 km/h
- nei cantieri lungo le strade urbane la valutazione di ridurre il limite al di sotto dei 50 km/h dovrà dipendere anche dalla riduzione della facilità di transito lungo la strada a causa del cantiere; in ogni caso viene consigliato di segnalare adeguatamente il cantiere con delle frecce oblique di "direzione di obbligatoria" e, in caso di riduzione del limite di velocità, di non scendere al di sotto dei 50 km/h

Per quanto riguarda la posa dei segnali vengono impartite alcune direttive:
- i segnali di velocità limitate devono essere ripetuti anche sul lato sinistro lungo le carreggiate a senso unico e lungo le strade interessate da un forte traffico di mezzi pesanti
- i segnali di velocità limitata devono essere ripetuti regolarmente ogni 200–400 m oltre che dopo ogni intersezione
- sulle strade extraurbane la fine della limitazione sarà segnalata mediante il segnale di fine del limite di velocità oppure dal nuovo segnale di "via libera"[7]
- sulle strade urbane la fine del limite di velocità sarà segnalata mediante il segnale di "limite di velocità - 50 km/h"
- in caso di variazione di cambiamento del limite di velocità la segnalazione sarà effettuata mediante un segnale di limitazione della velocità indicante il nuovo valore numerico senza porre in opera alcun segnale di fine limitazione

## Le facilitazioni per la circolazione e la sosta dei disabili: decreto ministeriale dell'8 giugno 1979, circolare n. 1270 del 1979 e normative successive
Per cercare di agevolare gli spostamenti delle persone con disabilità nel 1978 venne promulgato il D.P.R. n. 384 del 27 aprile del 1978 di attuazione della legge del 30 marzo del 1971 a riguardo dell'abbattimento delle barriere architettoniche. In particolari gli articoli 3,4,5 e 6 del suddetto decreto si focalizzavano sulle caratteristiche costruttive dei passaggi pedonali, sulla sosta e la circolazione dei veicoli al servizio degli invalidi e sul contrassegno da utilizzare per identificare tali veicoli.
Per dare completa attuazione al decreto vennero emanati dal ministero dei lavori pubblici il decreto n. 1176 "Approvazione del contrassegno da rilasciare, dai comuni, agli aventi diritto in applicazione delle norme del decreto del presidente della Repubblica, 27 aprile 1978," n. 384 dell'8 giugno 1979 e la circolare n. 1270 "Circolazione e sosta dei veicoli degli invalidi" del 28 giugno 1979.
Con il primo provvedimento vennero determinati gli aspetti grafici del contrassegno mentre la circolare introdusse il nuovo segnale di parcheggio riservato agli invalidi, oltre a stabilire che i segni delimitanti gli stalli di sosta riservati a questo scopo (ed eventualmente il simbolo della carrozzina e il numero di targa dell'auto a cui fosse stato riservato lo stallo di sosta) fossero di colore giallo. Si noti come il segnale introdotto presenti già alcune caratteristiche grafiche (listello nero, filo bianco di contrasto nel segnale di divieto di sosta) che sarebbero divenute standard nel codice della strada di futura approvazione.

Contrassegno per invalidi
Parcheggio per invalidi

La grafica del segnale e del contrassegno qui esposte verranno riprese e confermate nella circolare n. 310 del 7 marzo 1980 "Facilitazioni per la circolazione e la sosta degli invalidi," assieme alla quale verranno allegati dei bozzetti esplicativi della sistemazione dei parcheggi per disabili, di attraversamenti pedonali e di scivoli accessibili alle carrozzine. La stessa materia sarà ulteriormente tratta nella circolare n. 1030 del 13 giugno 1983 "Orientamenti relativi alle facilitazioni per la circolazione e la sosta delle persone invalide: D.P.R. n.384/1978 - Artt. 3, 4, 5 e 6" con quale il ministero dei lavori pubblici esporrà il suo orientamento a riguardo della circolazione dei veicoli dei disabili nelle zone interdette al traffico, nelle aree pedonali, lungo le corsie preferenziali, oltre che a fornire informazioni sul dimensionamento dei parcheggi e sull'utilizzo di paletti, catene e dispositivi simili per impedire la sosta ai veicoli non autorizzati.

## Circolare n. 1515 del 1981
La circolare n. 1515 del 1981 introduce nuovi segnali di indicazione e informazioni, molti dei quali previsti dalla convenzione di Vienna sulla segnaletica stradale e dall'accordo europeo di Ginevra del 1971. Oltre a 34 nuovi segnali vengono introdotti anche 9 pannelli integrativi di segnali di pericolo e le nuove specifiche grafiche riferite alle cornici perimetrali della segnaletica (sostanzialmente assenti nel codice del 1959).

### Segnali che forniscono indicazioni utili per la guida

Attraversamento pedonale
Ospedale
Scuolabus
Senso unico (frontale)[8]
Sos
Sottopassaggio pedonale
Sovrappasso pedonale
Strada senza uscita
Preavviso di strada senza uscita (esempio)
Preavviso di strada senza uscita (esempio)
Velocità consigliata (lungo la viabilità non autostradale)
Fine velocità consigliata (lungo la viabilità non autostradale)
Velocità consigliata (lungo la viabilità autostradale)
Fine velocità consigliata (lungo la viabilità autostradale)
Strada riservata ai veicoli a motore
Fine strada riservata ai veicoli a motore
Galleria (lungo la viabilità non autostradale)
Galleria (lungo la viabilità autostradale)
Ponte (lungo la viabilità non autostradale)
Ponte (lungo la viabilità autostradale)
Attraversamento ciclabile
Strada residenziale
Fine strada residenziale
Strada con diritto di precedenza
Fine strada con diritto di precedenza
Svolta a sinistra di tipo semidiretto
Svolta a sinistra di tipo indiretto
Itinerario merci pericolose
Coda
Piazzuola di fermata (lungo la viabilità non autostradale)
Transitabilità

Alcuni dei segnali di indicazioni utili per la guida (o di indicazione semplice) citati dalla circolare erano già presenti nel Testo Unico del 1959; tuttavia la circolare ne modifica il bordo perimetrale (come nei segnali di strada con diritto di precedenza) o ne altera il disegno per adeguarsi alle esperienze internazionali in materia di segnaletica.

### Segnali che forniscono indicazioni di servizi ed impianti utili

Fermata autobus (urbana)
Fermata autobus (extraurbana)
Fermata tram
Informazioni
Ostello per la gioventù
Area per pic-nic
Campeggio[9]
Radio (lungo la viabilità ordinaria)
Radio (lungo la viabilità autostradale)
Motel
Bar
Ristorante
Parcheggia e prendi l'autobus
Parcheggia e prendi il tram
Parcheggia e prendi la metropolitana
Parcheggia e cammina
Auto + treno
Auto + cuccetta
Auto + nave

Oltre ad introdurre dei nuovi segnali, la circolare raccomanda ai costruttori l'estensione della nuova grafica riguardante le cornici perimetrali e le dimensioni del quadrato bianco anche ai segnali parcheggio, pronto soccorso, assistenza meccanica, telefono e rifornimento (figure 66, 68, 69, 70 e 71 del Testo Unico) oltre che alle immagini con le frecce direzionali nella parte inferiore del cartello (figura 75).

### Pannelli integrativi
Infine la circolare si sofferma sui pannelli integrativi. Vengono definite tre tipologie di pannelli integrativi:
- Modello 1: indicazione per distanza. Indica la distanza in metri dal punto in cui si applica il segnale; sostituisce le indicazioni del tipo "a 300 m". Le distanze sono approssimate per difetto a 10 m.
- Modello 2: indicazione per estesa. Indica la distanza per cui si applica il segnale; sostituisce le indicazioni del tipo "per 200 m" o "km 5+760". Se espresse in metri le estese sono approssimate per eccesso a 10 m[10] mentre se espresse in chilometri sono approssimate al chilometro o al mezzo chilometro, usando la notazione frazionaria (del tipo "2½ km). Nel caso di estese relative a ponti e gallerie la distanza in metri non è approssimata.
- Modello 3: spiegazioni, simboli e denominazioni. Indica il tipo di pericolo mediante uno dei numerosi simboli introdotti oppure, nel caso di situazioni non contemplate, con una breve iscrizione. Viene utilizzato anche per indicare le denominazioni di ponti, gallerie ed elementi geografici.

Distanza
Estesa (esempio in metri)
Estesa (esempio in chilometri)
Segni orizzontali in corso di tracciamento
Incidente
Attraversamento di binari
Banchina cedevole
Zona soggetta ad allagamento
Mezzi di lavoro in azione
Sgombraneve in azione
Strada sdrucciolevole per pioggia
Gelo/strada sdrucciolevole per ghiaccio
Andamento della strada principale (esempio)
Corso d'acqua, lago, mare

## Circolare n. 1520 del 1981
La circolare n. 1520 del 1981 tratta la tematica dei delineatori stradali, ossia di quei dispositivi atti a fornire ad un aiuto visivo ai conducenti in condizioni di scarsa visibilità. Nella circolare viene notato che nonostante tali delineatori siano molto diffusi in Italia, essi non sempre vengono spaziati in maniera corretta ed inoltre presentano un'eccessiva varietà di tipi e modelli. Al fine di razionalizzare la posa di tale segnaletica vengono definite le principali caratteristiche dei delineatori (sezione, altezza, materiale,...) e viene suggerita l'adozione del cosiddetto "delineatore europeo normalizzato", basato sui modelli utilizzati in Germania e in Svizzera.
Oltre a ciò vengono introdotti dei delineatori specifici per i tratti di strada in montagna, per le gallerie, per le deviazioni provvisorie, per gli ostacoli entro la carreggiata e per la segnalazione di curve.

Delineatore europeo normalizzato
Delineatori per gallerie (strada a doppio senso)
Delineatore per gallerie (strada a senso unico)
Delineatori per strade di montagna
Delineatore per deviazioni provvisorie
Delineatore modulare di curva
Pannello segnaletico di curva stretta[11]
Pannello segnaletico di curva stretta provvisoria
Delineatore di ostacolo entro la carreggiata

## Circolare n. 1525 del 1981
La circolare n. 1525 del 1981 chiarisce in merito a quanto disposto dall'art. 4 del T.U. secondo il quale il sindaco può predisporre degli spazi riservati alla sosta di determinati veicoli quando ciò sia necessario per motivi di pubblico interesse, in aggiunta alle categorie già citate nel reg. Art. 59 (veicoli delle forze armate, polizia, vigili del fuoco e servizi di soccorso).
Secondo la circolare è necessario che l'interesse pubblico che dovesse spingere il sindaco a riservare spazi destinati alla sosta sia effettivamente sentito dalla comunità e non sia un vantaggio riservato a pochi, tra cui alcune categorie per cui la magistratura non ha concesso di riservare posti:
- veicoli delle banche;
- veicoli della corte costituzionale;
- veicoli da noleggio;
- spazi antistanti agli alberghi

## Circolare n. 353 del 1983
La circolare n. 353 del 1983 si focalizza sul problema di come orientare efficacemente già dalla corsia di decelerazione i flussi di traffico all'interno della aree di pertinenza autostradali come aree di servizio e di sosta. In particolare viene prevista la segnaletica sia per la separazione preliminare di traffico leggero (auto, moto e autocarri fino a 2,5 t) e pesante, sia per il raggiungimento dei vari servizi offerti all'utenza.
Il sistema introdotto dalla circolare consiste in una serie di pannelli quadrati riportanti i simboli dei servizi offerti o dei tipi di veicolo, posti al di sotto di frecce direzionali.
Lo sfondo dei pannelli è verde in quanto la segnaletica è dedicata alla viabilità autostradale; tuttavia la circolare ammette l'utilizzo della stessa segnaletica ma con fondo blu anche lungo le aree di servizio situate su strade ordinarie purché assimilabili ad autostrade.

Freccia direzionale indicante la direzione per i servizi
Area o servizio per autovetture, moto e veicoli leggeri
Area o servizio per autovetture a gpl
Area o servizio per autovetture diesel
Area o servizio per autoveicoli pesanti
Area o servizio per autoveicoli pesanti
Area o servizio per caravan e autocaravan
Carburante (generico)
Gpl
Gasolio
Area di parcheggio
Motel
Cambiavalute
Pannello in cui inserire altri simboli indicanti i servizi presenti
Esempio di preavviso in accesso all'area di servizio
Esempio di separazione di correnti veicolari
Esempio di segnalazione di servizi

## Circolare n. 1220 del 1983
La circolare n. 1220 del 1983 tratta il problema del segnalamento dei cantieri mobili dovuti alla presenza di veicoli della manutenzione in lento movimento lungo le carreggiate stradale durante i lavori di manutenzione o prevenzione incidenti (ad es. taglio siepi, tracciamento della segnaletica orizzontale, ...). A partire da una proposta sperimentale del comitato permanente per la segnaletica dell'AISCAT basata sulle esperienze di altri paesi europei, il ministero dei lavori pubblici introduce un sistema basato sull'utilizzo di segnali di grandi dimensioni dotati di luci lampeggianti montati su veicoli o su carrelli da trainati da veicoli da utilizzare facoltativamente in luogo degli schemi utilizzati per i normali cantieri (che però continuano ad essere l'unica alternativa consentita in caso di lavori in galleria).
Il sistema si basa sull'utilizzo di tre segnali: uno posto in carreggiata nelle immediate vicinanze del cantiere a protezione dello stesso, uno posto fuori dalla carreggiata a breve distanza dal cantiere come preavviso della riduzione del numero di corsie ed infine un consueto segnale di pericolo fisso indicante l'estesa su cui è previsto il funzionamento dei segnali mobili.

Segnalatore luminoso mobile di grandi dimensioni
Segnale mobile di preavviso
Segnale mobile di preavviso (composizione alternativa)
Segnale fisso di preavviso ad inizio tratta

## Circolare n. 2900 del 1984
La circolare n. 2900 del 1984 tratta il problema del segnalamento dei cantieri autostradali (e delle strade ordinarie con caratteristiche tali ad essere assimilate ad autostrade), andando ad innovare quanto già previsto dalle due circolari sulla segnaletica autostradale del 1969 e del 1971. I nuovi segnali introdotti favoriscono una maggior presegnalazione dei cantieri e una maggior guida ottica in corrispondenza delle riduzioni di corsia, oltre a ricercare una riduzione dei tratti stradali interessati da discontinuità del flusso veicolare e una riduzione graduale dei limiti di velocità. Gli schemi affrontano anche situazioni non trattate nelle precedenti circolari, come il segnalamento di cantieri su semicarreggiate a tre corsie, il segnalamento di cantieri in corrispondenza di intersezioni, la segnalazione di corsia d'emergenza chiusa o la presenza di lavori sulle rampe di svincolo.
Per quanto concerne la segnaletica la circolare conserva i segnale di corsia chiusa e di corsie disponibili introdotti nelle circolari precedenti mentre per quello relativo allo scambio di carreggiata adotta una grafica leggermente differente. Oltre a ciò vengono introdotti nuovi segnali per indicare variazioni del numero o dell'andamento delle corsie (con una grafica simile a quelli già previsti per situazioni simili), segnali di preavviso e di direzioni da utilizzare per uscite in corrispondenza dell'area di lavoro e un segnale per la specializzazione delle corsie, con la corsia di destra riservata ai veicoli lenti. Per questi ultimi segnali viene prescritto, in aderenza al codice dei colori adottato nelle precedenti circolari, che il fondo del cartello sia blu o verde a seconda del tipo di viabilità su cui sia collocato. In aggiunta a ciò viene disposta una modifica grafica ai paletti di orientamento a strisce bianche e rosse: viene disposto che le strisce rosse abbiano una larghezza superiore del 25% a quelle bianche, al fine di evitare effetti di eccessivo abbagliamento dovuto al colore di queste ultime.

Segnale di scambio di carreggiata (1 corsia)
Segnale di rientro in carreggiata (1 corsia)
Segnale di scambio di carreggiata (2 corsie)
Segnale di rientro in carreggiata (2 corsie)
Segnale di scambio di carreggiata (1 corsia su 2)
Segnale di deviazione di corsie
Traffico canalizzato - corsia veicoli lenti (viabilità autostradale)
Traffico canalizzato - corsia veicoli lenti (viabilità ordinaria)
Preavviso deviazione in corrispondenza di uscita (viabilità autostradale)
Preavviso deviazione in corrispondenza di uscita (viabilità ordinaria)
Segnale di direzione (viabilità autostradale)
Segnale di direzione (viabilità ordinaria)
Segnale di direzione (viabilità autostradale)
Segnale di direzione (viabilità ordinaria)

## Circolare n. 1357 del 1985
La circolare n. 1357 del 1985 tratta il problema del segnalamento dei limiti di altezza in corrispondenza di sottopassaggi ferroviari e passaggi a livello. L'esigenza di una migliore segnalazione di tale infrastrutture deriva dalla possibilità di circolazione di veicoli alti fino a 4,30 m, introdotta dalla legge n. 38 del 10 febbraio del 1982. Onde evitare urti di tali veicoli contro gli impalcati dei sottopassaggi ferroviari e contro le linee elettriche aeree delle ferrovie, il ministero dei lavori pubblici introduce dei pannelli, segnalatori speciali da porre come preavviso prima di queste infrastrutture.

Pannello per sovrappassi
Pannello per passaggi a livello

## Circolare n. 3989 del 1986
La circolare n. 3989 del 1986 tratta la questione dell'installazione di pompe di gasolio nelle aree di distribuzione di carburante. Nello specifico viene autorizzata l'installazione di pompe di gasolio in impianti di distribuzione di carburante aventi fronte strada compreso tra 25 e 30 m (in precedenza vietata) a patto che siano utilizzate per il rifornimento dalle solo autovetture. Per informare i conducenti di mezzi pesanti dell'impossibilità di servirsi di tale rifornimento, oltre all'utilizzo della regolare segnaletica di divieto, viene introdotto un presegnale basato sui simboli introdotti nella circolare n. 353 del 1983.

Segnale come descritto dalla circolare ministeriale

Poiché in tale circolare il segnale viene solo descritto a parole l'anno successivo l'ANAS, con la propria circolare interna n. 15 del 1987, introdusse due nuovi bozzetti grafici rappresentati la segnaletica in questione (ma variandola in maniera apprezzabile rispetto alla descrizione letterale della circolare ministeriale) oltre che il segnale di divieto d'accesso.

Segnale di preavviso della circolare ANAS per strade extraurbane
Segnale di preavviso della circolare ANAS per strade urbane
Segnale di divieto d'accesso della circolare ANAS

## I decreti legge non convertiti del 1987 e i relativi decreti attuativi
Nel 1987 il governo tentò di affrontare il problema della congestione del traffico nelle aree urbane con una serie di quattro decreti legge. Tali norme introducevano la possibilità di istituire parcheggi a pagamento con limite massimo di tempo e senza custodia e la possibilità da parte dei comuni di istituire con delibera della zone tutelate in cui le sanzione per le contravvenzioni relative a divieto di sosta, parcheggio, percorrenza delle corsie riservate e violazione degli accessi regolamentati fosse maggiorate. La definizione dei segnali per i parcheggi a pagamento e per tali zone veniva affidata a futuri decreti del ministero dei lavori pubblici.
In realtà il tentativo del governo non ebbe seguito perché i vari decreti legge introdotti in successione non furono mai convertiti in legge ordinaria, fattore che ne determinò la decadenza e la nullità ab inito. Di seguito viene descritta la segnaletica prevista dai decreti ministeriali con l'avvertenza che tali decreti attuativi anche se entrati in vigore persero successivamente validità in maniera retroattiva a causa della mancata conversione del decreto legge da cui derivavano.

### Segnaletica prevista
Il primo decreto ministeriale ad essere emanato fu il quello del 14 aprile, relativo al primo dei quattro decreti legge, il n. 85 del 14 marzo in materia di "Provvedimenti urgenti per la disciplina e la decongestione del traffico urbano".
Tale decreto prevedeva che le zone tutelate previsti dal decreto legge (ribattezzate "zone gialle") venissero evidenziate con dei pannelli di colore giallo recanti l'iscrizione "zona tutelata", gli estremi del decreto legge e il simbolo di centro città da abbinare ai segnali di prescrizione e ai semafori presenti all'interno delle zone. Se le zone erano di dimensioni estese invece si prevedeva un segnale rettangolare con opportune indicazioni di inizio, continuazione e fine. Per quanto riguarda le zone soggette a parcometro veniva previsto l'uso del segnale di parcheggio regolamentato corredato da un primo pannello che indicasse la necessità dell'utilizzo del parcometro e il tempo massimo di sosta e da un secondo pannello che indicasse l'estensione della zona sottoposta a tale regolamentazione; per la colorazione della segnaletica orizzontale dei parcheggi a parcometro il colore era il giallo. Infine veniva disposto di utilizzare la colorazione giallo e nera dei cordoli per segnalare i divieti di sosta generali previsti dall'art. 115 del Testo Unico della circolazione stradale (ovunque materialmente possibile).

Pannello per "zona gialla" di ridotte dimensioni
Inizio di "zona gialla" di grandi dimensioni
Continuazione di "zona gialla" di grandi dimensioni
Fine di "zona gialla" di grandi dimensioni
- Parcheggio con parcometro (inizio)
- Parcheggio con parcometro (continua)
- Parcheggio con parcometro (fine)

I decreti ministeriali relativi ai successivi decreti legge ripresero la segnaletica introdotta con le disposizioni del 14 aprile; l'unica differenza riguardava l'iscrizione recante gli estremi del decreto, che veniva sostituita con quella degli estremi della delibera comunale.

Pannello per "zona gialla" di ridotte dimensioni
Inizio di "zona gialla" di grandi dimensioni
Continuazione di "zona gialla" di grandi dimensioni
Fine di "zona gialla" di grandi dimensioni
Parcheggio con parcometro (inizio)
Parcheggio con parcometro (continua)
Parcheggio con parcometro (fine)

## I decreti a riguardo dei limiti massimi di velocità del 1988 e del 1989
Nel 1988 il governo decise la modifica dei limiti di velocità in vigore dal 1977 e il 24 luglio del 1988 venne emanato un decreto ministeriale che conservava la divisione in cilindrate introdotta nel 1977 ma riduceva a 90 e 110 le velocità massime ammesse rispettivamente lungo la viabilità ordinaria extraurbana e lungo le autostrade. In tale decreto era prevista anche la modifica dei segnali riassuntivi posti alle frontiere.

Segnale limiti generali di velocità (versione luglio 1988)

In realtà tale provvedimento ebbe vita breve in quanto qualche mese più tardi, il 9 settembre 1988, i limiti vennero modificati stabilendo i limiti massimi di 90 e 130 km/h sulla viabilità ordinaria e lungo le autostrade indipendentemente dalla cilindrata ma prevedendo anche una riduzione a 110 km/h del limite autostradale in corrispondenza dei periodi festivi. A tale provvedimento seguì anche la modifica del segnale indicante i limiti generali che, oltre a mostrare i nuovi limiti di velocità, veniva affiancato anche da un ulteriore pannello indicante i giorni di validità del limite a 110 lungo le autostrade.

Segnale limiti generali di velocità (versione settembre 1988)
Segnale indicante periodi con limite 110 km/h sulle autostrade (versione settembre 1988)

L'ultima modifica (prima dell'introduzione del nuovo codice della strada) avvenne nel 1989, quando i limiti ridotti in corrispondenza delle festività vennero aboliti e i limiti massimi autostradali per auto e moto vennero portati a 110 e 130 km/h a seconda della cilindrata.

Segnale limiti generali di velocità (versione 1989)

## I decreti ministeriali del 1989
Per affrontare le problematiche di un traffico sempre maggiore e della conseguente congestione dei centri urbani nel 1989 venne approvata la legge n. 122 del 24 marzo del 1989 "Disposizioni in materia di parcheggi, programma triennale per le aree urbane maggiormente popolate, nonché modificazioni di alcune norme del Testo Unico sulla disciplina della circolazione stradale, approvato con decreto del presidente della Repubblica, il 15 giugno del 1959, n. 393" con cui, tra l'altro, venne disposta la possibilità di istituire aree pedonali, zone a traffico limitato, parcheggi a pagamento e di ordinare la rimozione forzata di veicoli.
Per informare l'utenza delle nuove prescrizioni introdotte dalla legge vennero introdotti alcuni nuovi segnali mediante due decreti ministeriali, entrambi del 27 maggio 1989.

Inizio parcheggio a pagamento
Fine parcheggio a pagamento
Pannello integrativo di rimozione coatta
Inizio parcheggio a pagamento con limitazione della durata
Fine parcheggio a pagamento con limitazione della durata

Area pedonale urbana
Area pedonale urbana con accesso consentito ai veicoli al servizio delle persone con ridotte capacità motorie
Area pedonale urbana con accesso consentito ai velocipedi
Area pedonale urbana con accesso consentito ai velocipedi e ai veicoli al servizio delle persone con ridotte capacità motorie
Fine area pedonale urbana
Fine area pedonale urbana con accesso consentito ai veicoli al servizio delle persone con ridotte capacità motorie
Fine area pedonale urbana con accesso consentito ai velocipedi
Fine area pedonale urbana con accesso consentito ai velocipedi e ai veicoli al servizio delle persone con ridotte capacità motorie
Zona a traffico limitato senza esclusione di giorni o fasce orarie
Zona a traffico limitato in determinata fascia oraria
Zona a traffico limitato in giorni e fascia oraria determinata
Fine zona a traffico limitato senza esclusione di giorni o fasce orarie
Fine zona a traffico limitato in determinata fascia oraria
Fine zona a traffico limitato in giorni e fascia oraria determinata

## Circolare n. 2146 del 1989
La circolare n. 2146 del 1989 affronta il tema dei segnali luminosi per i cantieri mobili, già trattato con la circolare del n. 1220 del 1983. Con il nuovo provvedimento vengono definite le caratteristiche dei segnali di preavviso sperimentali da usare nel caso di chiusure di corsie in tratti di autostrada dotati di tre corsie per senso di marcia, tenendo conto della necessità di non coprire i lampeggianti con segnali troppo grandi.

Segnale mobile di preavviso
Segnale mobile di preavviso (composizione alternativa)

## Il Decreto del 1990
Nel 1990 il ministero dei lavori pubblici decise l'aggiornamento del Testo Unico per la parte relativa alla segnaletica. Con il decreto n. 156 del 27 aprile del 1990 il ministero modificò gli articoli dal 25 al 76 del regolamento di esecuzione del Testo Unico, ossia quelli contenenti le disposizioni generali di ordine generale a riguardo della segnaletica e le disposizioni specifiche a riguardo dei segnali di pericolo, obbligo e divieto; contestualmente alle modifiche degli articoli del regolamento vennero modificate anche le figure da 1 a 61 degli allegati grafici. Le modifiche introdotte riguardarono essenzialmente la segnaletica di pericolo e di prescrizione, per cui venivano adottate formalmente le nuove specifiche grafiche già anticipate dalla circolare n. 1515 del 1981 oltre che un nuovo stile grafico delle figure coerente con quello delle varie circolari di quel periodo; altre modifiche interessarono i pannelli integrativi, che venivano formalmente introdotti nel regolamento come segnali a sé stanti. Per quanto riguarda la segnaletica di indicazione non fu introdotta alcuna modifica rispetto al testo e alle tavole grafiche del regolamento del 1959, anche se di fatto gran parte della normativa a riguardo di essa era già stata superata con le circolari dei decenni precedenti; le uniche modifiche per quanto riguarda quest'ultimo tipo di segnali riguardarono la suddivisione formale in sottocategorie dei segnali di indicazione e l'assunzione a rango di norma regolamentare del codice dei colori di fondo della segnaletica. 
Di seguito sono esposte nel dettaglio le modifiche per i vari segnali.

## Segnali di pericolo
Il decreto del 1990 innovò in maniera significativa la segnaletica di pericolo. A parte gli aggiornamenti grafici relativi al dimensionamento delle cornici perimetrali e all'aggiornamento grafico di alcuni simboli (tra cui la sostituzione della barra verticale del segnale di pericolo generico con un punto esclamativo) la nuova normativa introdusse alcuni nuovi segnali che fino al quel momento non erano previsti dal regolamento, come ad esempio "caduta massi", "circolazione rotatoria" e "forte vento laterale". Nel caso del vecchio segnale di "cunetta o dosso" si procedette all'introduzione di due nuove figure specifiche per ciascuna delle due fattispecie di pericolo mentre il vecchio pittogramma assunse il significato di "strada dissestata". Infine per alcuni segnali venne cambiata la categoria di appartenenza: i segnali di pericolo riguardanti la precedenza agli incroci vennero spostati nella nuova categoria dedicata dei segnali di precedenza mentre al contrario i preavvisi di semaforo e il pericolo d'incendio, in precedenza classificati come segnali di indicazione, assunsero il ruolo di segnali di pericolo

Strada deformata
Dosso
Cunetta
Curva a destra
Curva a sinistra
Doppia curva, la prima a destra
Doppia curva, la prima a sinistra
Passaggio a livello con barriere
Passaggio a livello senza barriere
Croce di Sant'Andrea
Doppia croce di Sant'Andrea
Croce di Sant'Andrea installata verticalmente
Doppia croce di Sant'Andrea installata verticalmente
Primo pannello distanziometrico
Secondo pannello distanziometrico
Terzo pannello distanziometrico
Attraversamento tranviario
Attraversamento pedonale
Attraversamento ciclabile
Discesa pericolosa
Salita ripida
Strettoia simmetrica
Strettoia asimmetrica a sinistra
Strettoia asimmetrica a destra
Ponte mobile
Strada sdrucciolevole
Bambini
Animali domestici vaganti
Animali selvatici vaganti
Doppio senso di circolazione
Sbocco su molo o argine
Materiale instabile sulla strada
Caduta massi da sinistra
Caduta massi da destra
Semaforo
Aeromobili
Forte vento laterale
Pericolo d'incendio
Circolazione rotatoria
Altri pericoli

## Segnaletica di indicazione
Come già accennato in precedenza il decreto del 1990 riguardò solo in minima parte la segnaletica di indicazione, tanto che le tavole grafiche relative ad essa non furono modificate. A parte una nuova riorganizzazione delle sottocategorie dei segnali di indicazione, l'unica novità di rilievo riguardò il sistema dei colori di fondo, già introdotto dalle circolari del 1969 e del 1979, a cui veniva conferito il valore di norma regolamentare. Lo schema dei colori previsti confermò a grandi linee quello introdotto nei decenni precedenti, anche se non mancarono alcuni cambiamenti. Nello specifico il significato dei colori di fondo
 dei segnali di indicazione stabiliti è il seguente:
- verde: per le autostrade o avviare ad esse;
- blu: per le strade extraurbane o avviare ad esse;
- bianco: per le strade urbane, per avviare a destinazioni urbane, per le strutture ricettive in ambito urbano e per i camping;
- giallo: per indicare punti di interesse storico, culturale, artistico o turistico;
- marrone: per indicare destinazioni geografiche, ecologiche o di ricreazione;
- nero: per indicare fabbriche, stabilimenti e centri commerciali;
- rosso: per i segnali di SOS e incidente;
- arancio: per i segnali di scuolabus e taxi e per la segnaletica temporanea di preavviso, preselezione e direzione relative a deviazioni dovute a cantieri stradali;
- bianco e arancio: per i segnali a strisce da utilizzare nei cantieri

Rispetto alla normativa previgente, oltre al cambio di denominazione da grigio scuro a nero per i segnali industriali, si evidenzia l'introduzione del colore arancione per la cantieristica stradale (per cui in precedenza non veniva utilizzato alcun colore specifico) e l'introduzione del bianco per le strutture ricettive in ambito urbano (in luogo del giallo previsto dalla circolare del 1979).

## Segnali di precedenza
La nuova organizzazione dei segnali introdotta dal decreto introdusse la nuova categoria dei segnali di precedenza, che comprende segnali precedentemente classificati come segnali di pericolo, obbligo o indicazione. Oltre alle modifiche grafiche relative alle specifiche grafiche dei bordi dei segnali, il decreto introduce i nuovi segnali di "intersezione a "T" con diritto di precedenza", in precedenza assenti nel regolamento e adotta formalmente la posizione superiore del pannello integrativo dei preavvisi di "dare precedenza" e "stop", come già previsto dalla precedente circolare del 1966. Tuttavia la modifica più significativa riguarda il segnale di "arresto all'incrocio" che abbandona la forma circolare e adotta quella ottagonale, di derivazione statunitense ma oramai diffusa da anni nella maggior parte degli stati europei, e che assume la nuova denominazione di "fermarsi e dare precedenza".

Dare precedenza
Fermarsi e dare precedenza
Intersezione con precedenza a destra
Dare precedenza nei sensi unici alternati
Fine del diritto di precedenza
Intersezione con diritto di precedenza
Intersezione a "T" con diritto di precedenza da destra
Intersezione a "T" con diritto di precedenza da sinistra
Confluenza a destra
Confluenza a sinistra
Diritto di precedenza
Diritto di precedenza nei sensi unici alternati

## Segnali di divieto
Per quanto riguarda i segnali di divieto (e di fine divieto) tra i cambiamenti introdotti dal decreto si segnalano:
- abolizione dei segnali di divieto di svolta, di inversione e di sorpasso tra autotreni
- introduzione di nuovi segnali relativi al divieto di sorpasso per i veicoli di massa a pieno carico superiore a 3,5 t (e il corrispondente segnale di fine), al divieto di transito per i veicoli con lunghezza superiore a quella indicata, per i veicoli agricoli, per i veicoli trainanti un rimorchio, per i veicoli che trasportano prodotti esplosivi o suscettibili di contaminare l'acqua
- introduzione formale dei segnali di via libera e di distanziamento minimo, già previsti da alcune circolari ma mai introdotti a livello regolamentare
- lievi modifiche e precisazioni a riguardo del significato di alcuni segnali come i divieti di transito per i motocicli, per gli autoveicoli, per gli autocarri e il divieto di sorpasso

Oltre che ai segnali di divieto propriamente detti, il decreto interviene anche a riguardo dei segnali della sosta, che vengono anch'essi assimilati alla categoria dei segnali di divieto. In questo caso le modifiche apportate sono le seguenti:
- abolizione dei segnali di sosta regolamentata e di divieto di sosta a giorni alterni
- introduzione del nuovo segnale di divieto di fermata in sostituzione del precedente segnale di divieto di sosta con pannello "divieto di fermata"
- introduzione di un piccolo stacco di colore bianco tra le aree di colore rosso e blu del divieto di sosta, (già sperimentato nella circolare del 1979 sui posti auto per disabili)
- introduzione formale dei segnali di sosta consentita a particolari categorie (basato sul design già adottato per i posti auto per i disabili, già previsti da alcune circolari precedenti) e di regolazione flessibile della sosta
- spostamento dei segnali di parcheggio e di preavviso di parcheggio dalla categoria dei segnali di indicazione a quella dei segnali di divieto

Divieto di transito
Senso vietato
Divieto di sorpasso
Distanziamento minimo obbligatorio
Limite massimo di velocità
Divieto di segnalazioni acustiche
Divieto di sorpasso per i veicoli di massa a pieno carico superiore a 3,5 t
Transito vietato ai veicoli a trazione animale
Transito vietato ai pedoni
Transito vietato alle biciclette
Transito vietato ai motocicli
Transito vietato ai veicoli a braccia
Transito vietato a tutti gli autoveicoli
Transito vietato agli autobus
Transito vietato ai veicoli di massa a pieno carico superiore a 3,5 t
Transito vietato ai veicoli di massa a pieno carico superiore a ... t
Transito vietato ai veicoli a motore trainanti un rimorchio
Transito vietato alle macchine agricole
Transito vietato ai veicoli che trasportano esplosivi o prodotti facilmente infiammabili
Transito vietato ai veicoli che trasportano prodotti suscettibili di contaminare l'acqua
Transito vietato ai veicoli aventi larghezza superiore a ... metri
Transito vietato ai veicoli aventi altezza superiore a ... metri
Transito vietato ai veicoli, o complessi di veicoli, aventi larghezza superiore a ... metri
Transito vietato ai veicoli aventi massa superiore a ... tonnellate
Transito vietato ai veicoli aventi massa per asse superiore a ... tonnellate
Via libera
Fine limitazione di velocità
Fine del divieto di sorpasso
Fine del divieto di sorpasso per i veicoli di massa a pieno carico superiore a 3,5 t
Divieto di sosta
Divieto di fermata
Parcheggio
Preavviso di parcheggio
Sosta consentita a particolari categorie
Sosta consentita a particolari categorie
Sosta consentita a particolari categorie
Regolazione flessibile della sosta in centro abitato

## Segnali di obbligo
Per quanto riguarda i segnali di obbligo si segnalano:
- abolizione dei segnali del segnale relativo all'obbligo di arresto all'incrocio di corriere sulle strade di montagna, di quello relativo alla motopista e di quello relativo alle strade riservate alle autovetture
- introduzione di nuove direzioni per i segnali relativi alle frecce d'obbligo (passaggi consentiti e preavvisi di svolta), di segnali per i percorsi ad uso sia pedonale e ciclabile e del segnale di obbligo di utilizzo di catene da neve
- introduzione dei segnali di fine per numerosi segnali di obbligo, per cui in precedenza non era previsto alcun segnale distinto
- introduzione formale del segnale di arresto per pagamento pedaggio, già previsto in precedenza da alcune circolari
- introduzione di un nuovo segnale sostitutivo di quello di dogana da utilizzare ai posti di confine presso paesi della comunità europea

Direzione obbligatoria diritto
Direzione obbligatoria a sinistra
Direzione obbligatoria a destra
Preavviso di direzione obbligatoria a destra
Preavviso di direzione obbligatoria a sinistra
Direzioni consentite destra e sinistra
Direzioni consentite dritto e destra
Direzioni consentite dritto e sinistra
Passaggio obbligatorio a sinistra
Passaggio obbligatorio a destra
Passaggi consentiti
Rotatoria
Limite minimo di velocità
Fine del minimo di velocità
Catene per neve obbligatorie
Percorso pedonale
Fine percorso pedonale
Pista ciclabile
Fine pista ciclabile
Pista ciclabile contigua al marciapiede
Percorso pedonale e ciclabile
Fine della pista ciclabile contigua al marciapiede
Fine percorso pedonale e ciclabile
Percorso riservato ai quadrupedi da soma o da sella
Fine del percorso riservato ai quadrupedi da soma o da sella
Alt -  dogana
Alt - polizia
Alt - stazione
Confine di stato tra paesi della comunità europea
Preavviso di confine di stato tra paesi della comunità europea

## Raccolte di normativa e circolari
- Ministero dei lavori pubblici - Ispettorato circolazione e traffico, Direttive inerenti le facilitazioni per la circolazione e la sosta dei veicoli al servizio delle persone invalide: raccolta sistematica delle normative e dei provvedimenti legislativi, Roma, Istituto poligrafico e Zecca dello Stato, 1985.